# رام الله
رام الله مدينة فلسطينية، ومركز محافظة رام الله والبيرة. تقع في الضفة الغربية إلى الشمال من القدس بحوالي 15 كم، وترتفع عن سطح البحر 880 مترًا، وتبلغ مساحتها 16,5 كم²، بلغ عدد سكانها حوالي 38,998 نسمة، بينما يبلغ عدد سكان المحافظة حوالي 328,861 نسمة. تلاصق رام الله مدينة البيرة حتى تتداخل مبانيهما وشوارعهما لتبدوا كمدينة واحدة، ومع أن مدينة البيرة أكبر من حيث المساحة وعدد السكان، إلّا أن الأشهر بينهما هي مدينة رام الله.

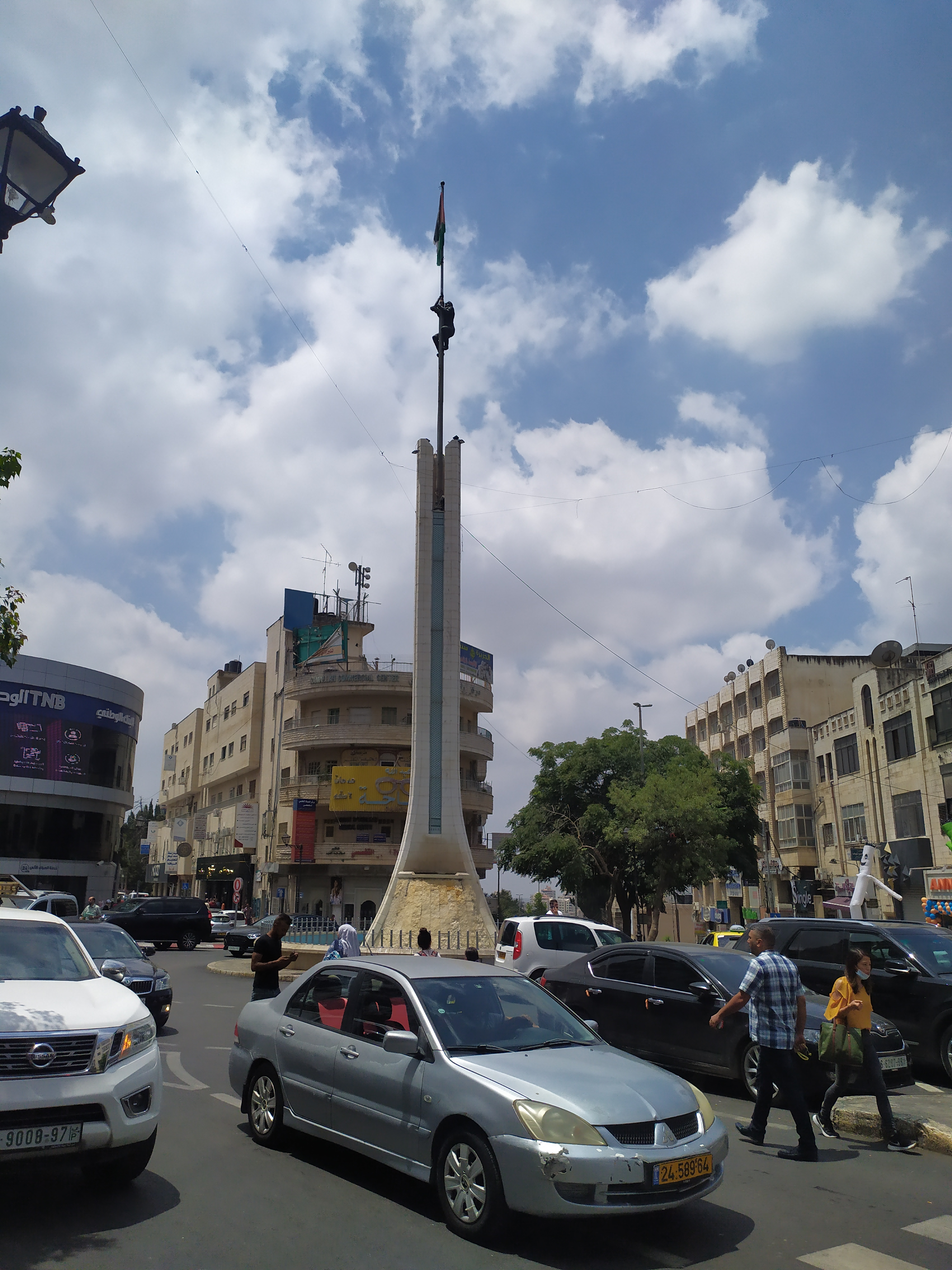
رام الله مركز المدينة

تحتل رام الله حاليًا مركزًا سياسيًا يجعلها من أهم المدن الفلسطينية، إذ إنها تُعتبر العاصمة الإدارية المؤقتة للسلطة الوطنية الفلسطينية، وفيها إلى جانب مدينة البيرة مقر الرئاسة الفلسطينية، ومبنى المجلس التشريعي الفلسطيني، والمقرات العامة للأجهزة الأمنية الفلسطينية في الضفة الغربية، بالإضافة إلى معظم مكاتب ووزارات السلطة. كما تعتبر العاصمة الثقافية لوجود عدد من المراكز الثقافية الفلسطينية النشطة فيها.
عُرفت المدينة بعدد من الأسماء عبر الزمن، وقد ورد اسم المدينة في مصادر وآثار الصليبيين، ووفقًا لعلماء الآثار فإن المدينة قد تأسست في القرن السادس عشر أثناء الحكم العثماني، والتي ازدهرت في آواخر أيامهم إذ تأسس أول مجلس بلدي فيها عام 1908. وقد احتفلت بلدية رام الله مؤخرا بمئويتها الأولى مطلقة مشروعًا تنمويًا بهذه المناسبة.
تقع رام الله ضمن سلسلة جبال القدس، حيث تطل على الساحل الفلسطيني للبحر المتوسط، والذي يبعد عن المدينة حوالي 45 كيلومترا إلى الغرب. أما من جهة الشرق والجنوب فهي محاطة بالجبال، وترتفع عن سطح البحر بين 770 مترًا. وتعتبر المدينة تاريخيًا منطقة مسيحية، إلا أن معظم سكانها اليوم هم من المسلمين، مع وجود قوي لأقلية مسيحية.

## التسمية
تضاربت الأقوال عن تسمية رام الله إذ عرفت في التوراة باسم (رامَتايم صوفيم) وذكرها المؤرخ يوسيفوس باسم (فكولا)، وقيل (جلبات ايلوهم). وقد أثبت الأثريون عدم صحة هذه الأسماء لأن أمكنة الملوك التي نسبت إليهم مثل الملك صموئيل وشاؤول مختلفة عن المدينة الحالية.
إلا أن هناك تفسيرات أقرب إلى الصحة إذ تعني كلمة رام المنطقة المرتفعة، وهي كلمة كنعانية منتشرة في أماكن مختلفة في فلسطين، وأضاف إليها العرب كلمة الله فأصبحت رام الله، وقد عرفها الصليبيون بهذا الاسم، ولكن الثابت تاريخيا أن قبيلة عربية جاءت في أواخر القرن السادس عشر وسكنت في قرية أو غابة حرجية اسمها رام الله.

## التاريخ

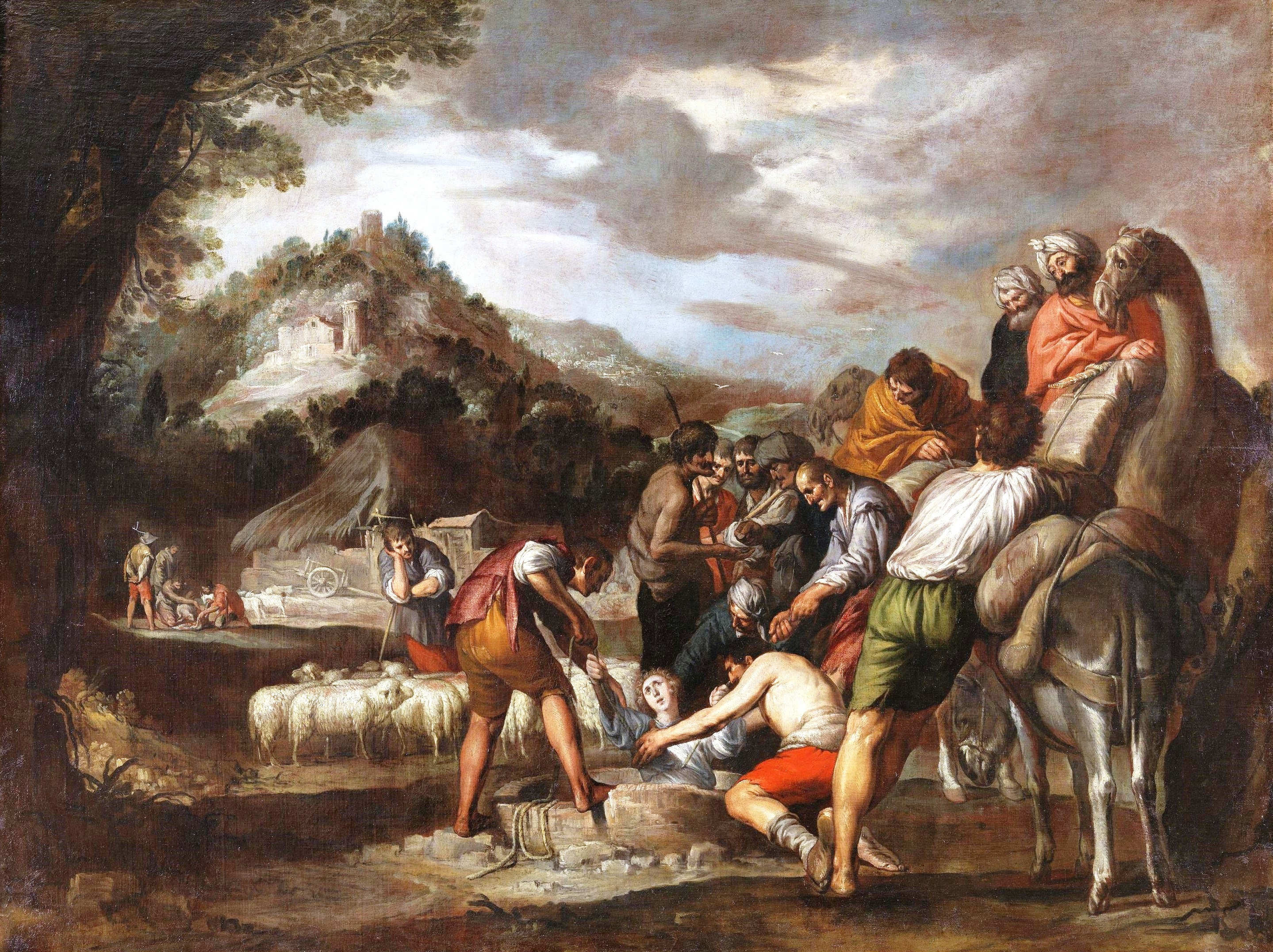
لوحة تصف البئر الذي رُمي به النبي يوسف بالقرب من رام الله والبيرة.

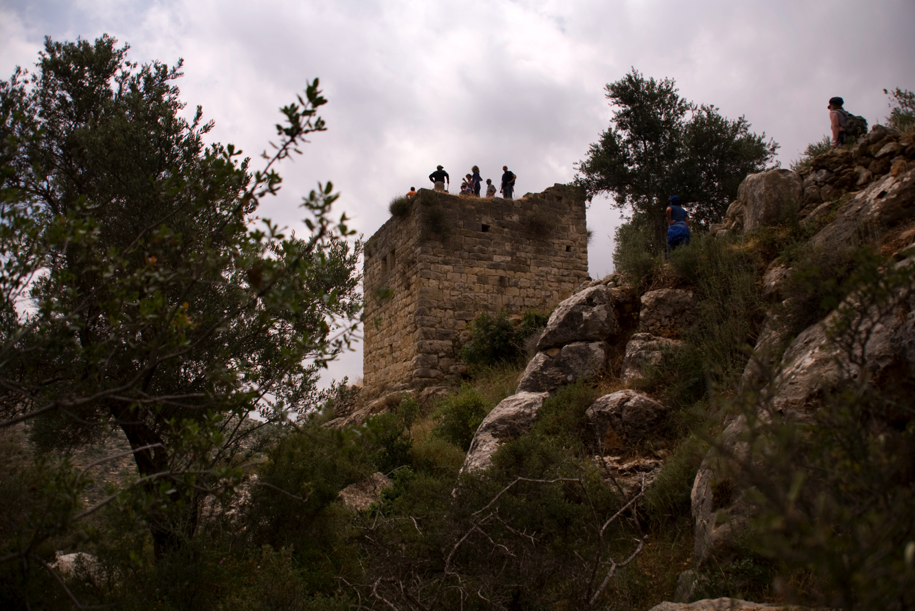
بقايا برج صليبي في قرى رام الله.

نظرا لأن رام الله والبيرة تمتدان عمرانيا بشكل متصل، إذ لا يمكن فصل تاريخ المدينتين عن بعضها الآخر، فمن الطبيعي أن يتم دراسة تاريخهما بشكل متكامل. وتشير الدراسات التاريخية والأثرية إلى أن قصة النبي يوسف قد حدثت في منطقة رام الله والبيرة، ولقد اختلف المؤرخون في تحديد البئر الذي ألقي فيه النبي يوسف، وعلى الرغم من هذا الاختلاف فإن موقع البيرة الحالي لا يبتعد كثيرا عن هذه التوقعات بسبب وقوعه على طريق القوافل المتجهة من الجنوب إلى الشمال أو بالعكس، وكان هذا الموقع الذي كانت تحط به الرحال طلباً للراحة والاستجمام وسعياً وراء الطعام والماء، وكان يوجد في البيرة نبع ماء قديم كان معروفا لتلك القوافل، ما حفز الأهالي في ذلك الوقت إلى إقامة أكثر من بناء لتزويد المسافرين بحاجاتهم من الطعام لقاء مال أو مبادلة تجارية، وقد ذكر الإنجيل أن السيد المسيح كان يمر بالبيرة في طريقه من القدس إلى الناصرة (تخلف مع فتيان البيرة الذين كانوا يلهون ويلعبون على نبع الماء وهكذا ضل عن أمه وعن يوسف النجار، مما اضطرها إلى العودة إلى القدس لكي تبحث عنه).
عند الفتح الإسلامي لبلاد الشام في القرن السابع الميلادي دخلت البيرة في حوزة المسلمين، وبنى المسلمون في الفترة الإسلامية المبكرة مسجدين بالقرب من الخان ما زالا مستخدمين حتى اليوم، يعرف الأول منهما باسم «الجامع العمري»، وهو الجامع الملاصق لكنيسة العائلة المقدسة وسط البلدة القديمة، «وجامع العين» الواقع على عين شارع القدس- نابلس بالقرب من مبنى البلدية الحالي. وتغير مركز مدينة البيرة من عصر إلى آخر، ويبدو أن أقدم موقع استوطنه أهل البيرة هو منطقة الإرسال، ثم تل النصبة، ثم عين أم الشرايط، ثم موقع البلدة القديمة الحالي، أما الآن فقد توسعت حدود المدينة فشملت كل هذه المناطق. وفي سنة 1099 وقعت في أيدي الغزاة الفرنجة قبل احتلالهم لمدينة القدس، وأقاموا فيها فترة من الزمن وكانت مركزاً ممتازاً. في عام 1187 عبر جنود المسلمين بقيادة صلاح الدين البيرة ومن ثم استطاع صلاح الدين انتزاع القدس من أيدي الصليبين.
كانت رام الله في فترة الحروب الصليبية مستعمرة زراعية إلى جوار البيرة، أطلق الصليبيون عليها اسم "Ramallie" أو "Ramalie" حيث توجد بقايا برج صليبي في البلدة القديمة لرام الله، ويقال أن رام الله وبعض البلدان الأخرى قد أوقف الملك قلاوون عُشر منتوجات أراضيها على حرم الخليل. إلا أنها لم تكن معروفة حتى القرن السادس عشر بسبب صغر مساحتها وقلة عدد سكانها بالمقارنة بالقرى المحيطة بها.

### الدولة العثمانية

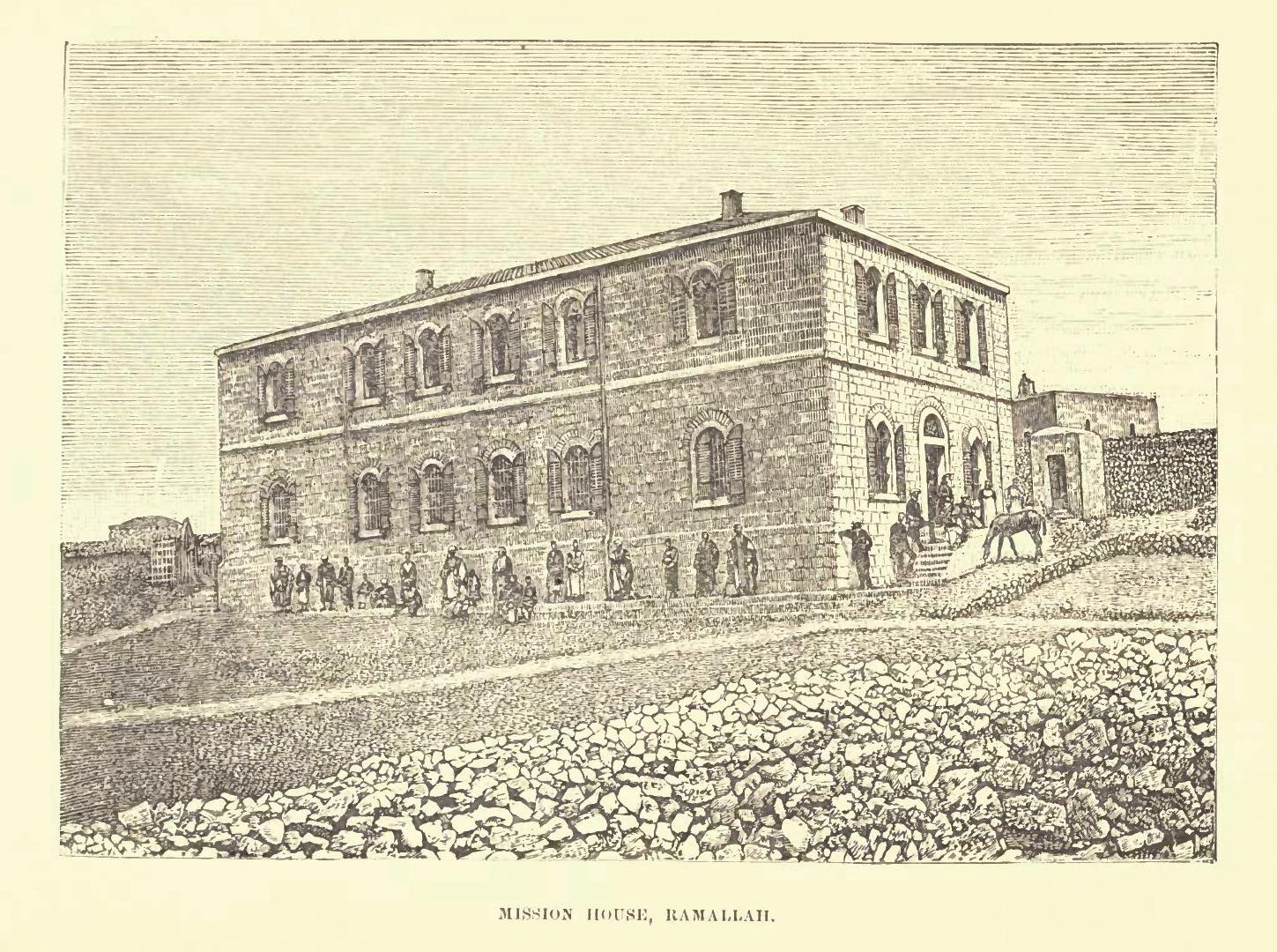
رام الله عام 1880، وتظهر في الصورة إحدى مدارس "الفرندز".

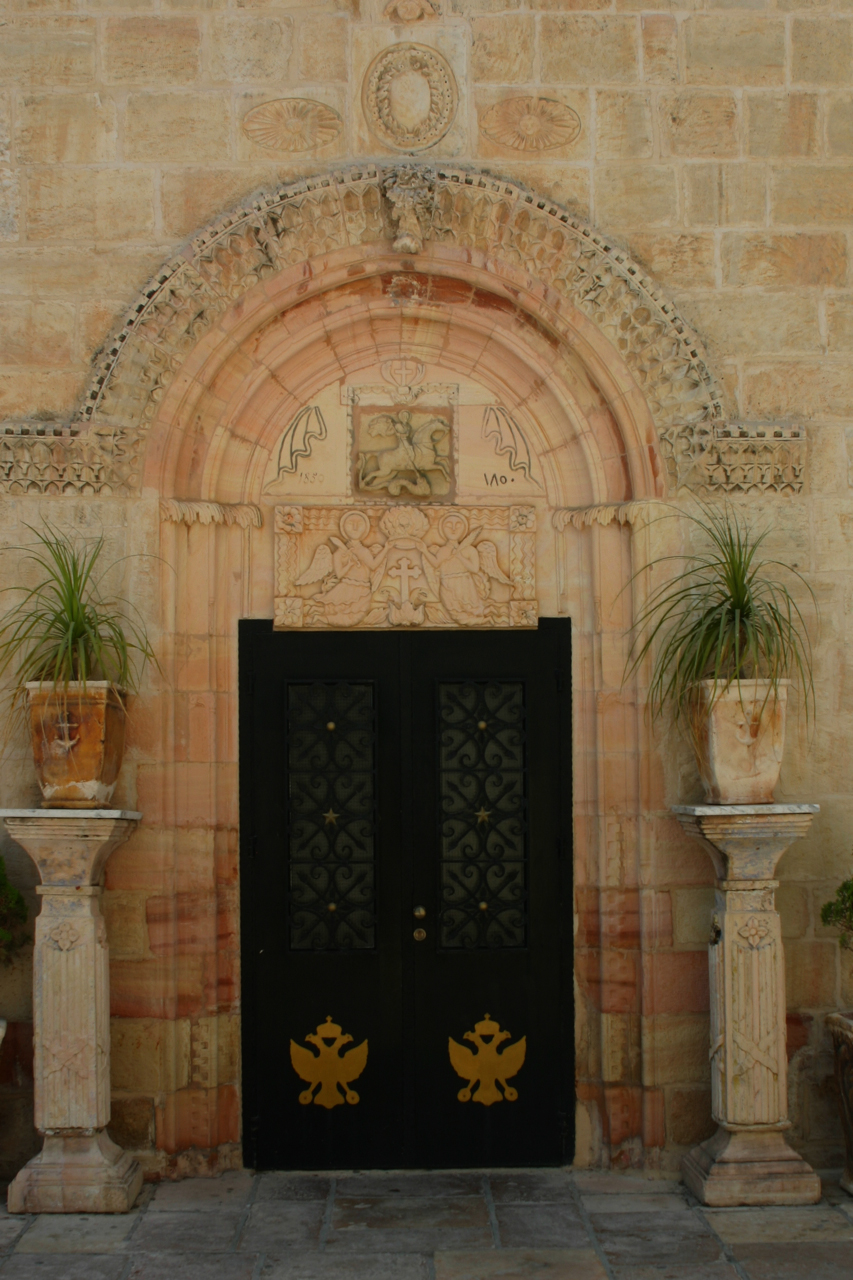
كنيسة تجلي الرب، من أهم معالم المدينة في العهد العثماني، مبنية بالطراز البيزنطي.

أسست مدينة رام الله على يد شيخ إحدى عشائر الكرك المسيحية يدعى الشيخ راشد الحدادين، قرر الجلو عن موطنه بسبب خلافات عشائرية في القرن السادس عشر. ويحكى أنه جلى من الكرك ليلا وبعد أيام دخل على أهل البيرة فرحبوا به. وأشاروا عليه بخربة اسمها رام الله لتكون موطنه. اشترى الشيخ راشد خربة رام الله من عائلات البيرة القدامى، دون أن يعلم أنه كان يؤسس لمدينة سيكون لها دور هام في تاريخ الفلسطينيين.
وتجسد تماثيل الأسود الخمسة الواقعة في ساحة المنارة وسط مدينة رام الله تاريخ المدينة، حيث قام النحات أبو صادق غانم بنحتها لترمز لأبناء راشد الحدادين الخمسة، عواد، ويوسف، وجغب، وشقرة، وشراقة، والذين انبثقت منهم عائلات رام الله.
وقد بدأ في رام الله مع نهاية القرن التاسع عشر تأسيس مدارس كانت من أولى المدارس النظامية في فلسطين، اسمها «الفرندز» وتعني (الأصدقاء)، وهي من المدارس التبشيرية التي بادرت إلى ايجادها جماعة الكويكرز وهي منظمة دينية مسيحية أميركية. وتضم مدرستين في رام الله والبيرة، الأولى للبنات وتعود للعام 1889 والأخرى للصبيان تعود للعام 1901. وكلتاهما تتبعان لمجلس أمناء واحد ويزيد عدد طلابهما الآن عن الألف.

### الانتداب البريطاني

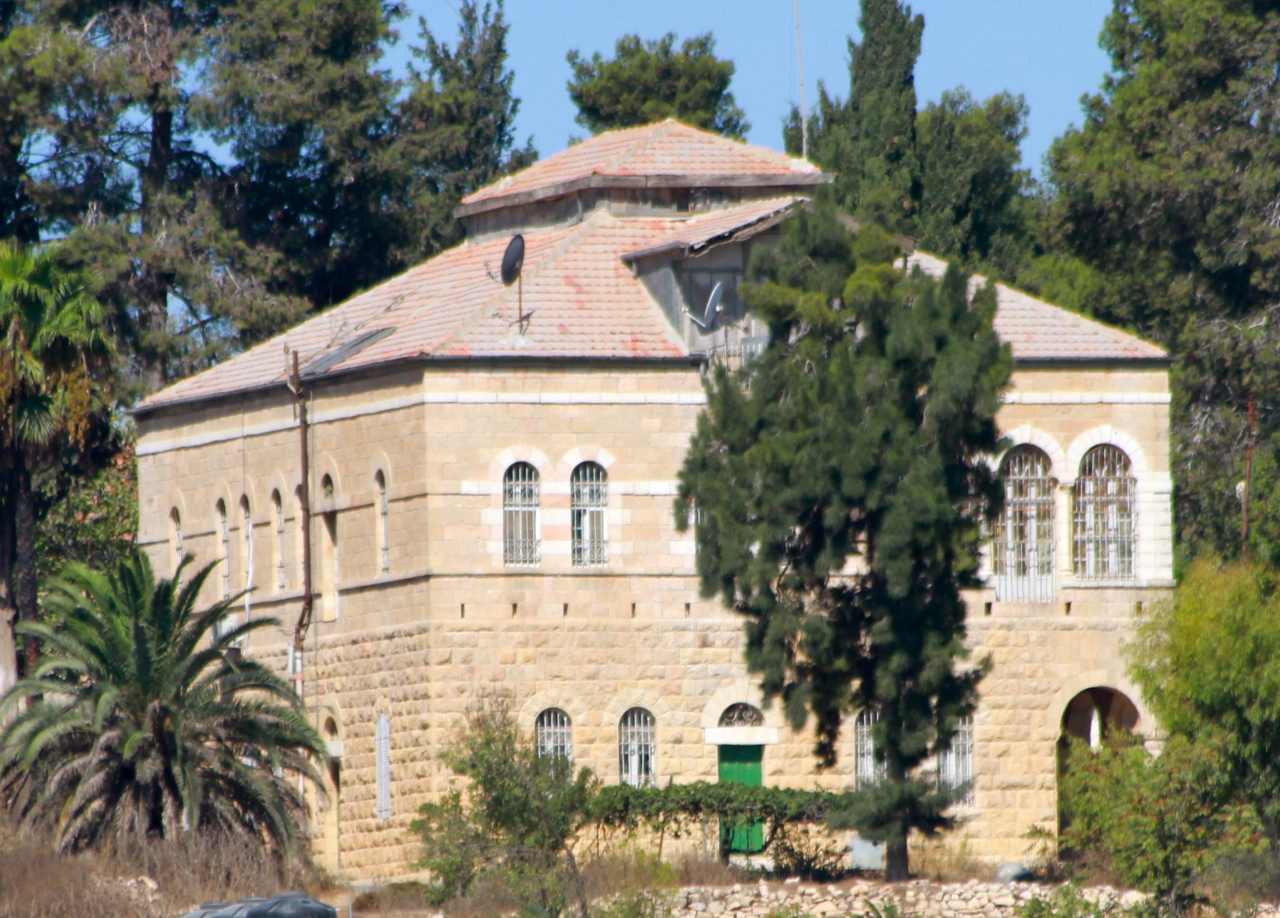
أحد المنازل المبنية في فترة الانتداب البريطاني على فلسطين.

في عام 1917، سقطت رام الله بيد الجيش الإنجليزي، ودخلت المدينة مع باقي مدن فلسطين مظلة الانتداب البريطاني على فلسطين عام 1920، وأصبحت رام الله مركزا لقضاء رام الله في تلك الفترة حتى وقوع النكبة. كانت المدنية قد ازدادت أهمية في هذه الفترة نتيجة ثلاثة تطورات مهمة: أولها إنشاء أعمدة الإرسال الشاهقة لـ «محطة الإذاعة الفلسطينية» من قبل حكومة الانتداب البريطانية عام 1936 على أراضي قرية البيرة التي يقع مدخلها على الشارع الرئيسي المتجه إلى قرية بيرزيت وقرى بني زيد. وهو الشارع الذي أصبح اسمه منذ ذلك الحين «شارع الإذاعة» أو «شارع الإرسال». وللشارع أهمية كبيرة في ذلك الوقت نظرا لوجود عدد من الفنادق «كفندق الحمراء» و«فندق حرب» وكان يجذب أهالي مدينة رام الله والقدس أيام الآحاد للاستمتاع بالجلوس في أحضان الطبيعة.
أما التطور الثاني فقد جاء نتيجة الثورة الفلسطينية الكبرى 1936-1939، حيث أقامت حكومة الانتداب على غرار ما جرى في بقية المدن الفلسطينية، المبنى الضخم المعروف حاليا بمبنى المقاطعة (مبنى تجاري على اسم المهندس البريطاني الذي صمم هذه المباني لتستوعب الدوائر الحكومية والسجون ...الخ). وبالتالي فقد أصبحت معنية بتوسيع شبكة الطرق القريبة لتستوعب الضغط الناجم عن إنشاء هذا المبنى ومحطة الإذاعة. أما التطور الثالث فكان له علاقة بالهجرة إلى الأميركيتين من قبل سكان رام الله والبيرة وتعاظم ثروة أهل المدينتين مما أدى إلى توسع عمراني كبير على امتداد الشوارع الجديدة وخارج إطار المسطحات القديمة والمتراصة نسبيا.
وقد أدت هذه التطورات إلى توسيع شبكة الطرق في المدينتين، وخصوصا توسيع وتعبيد طريق الإذاعة وإنجاز خريطة التنظيم الهيكلية لرام الله عام 1940. وهكذا أخذت شبكة الطرق المتفرعة عن الميدان شكلها النهائي رغم أن المنطقة المحيطة بالميدان ظلت في معظمها خالية أساسا من العمران. إذ لم تجر خلال الحرب العالمية الثانية تطورات عمرانية تذكر فظروف الحرب قد حالت دون الحصول على مواد البناء وخصوصا الاسمنت والحديد حيث احتفظت بهما حكومة الانتداب للأغراض الحربية.
قرار التقسيم

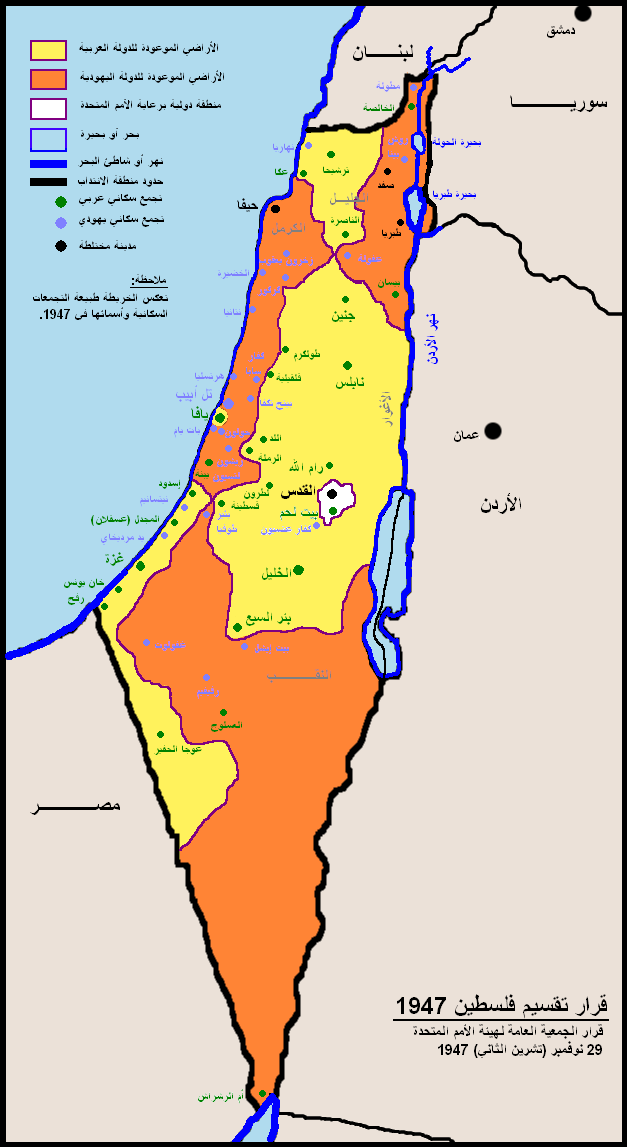
خارطة تقسيم فلسطين عام 1947، تظهر رام الله ضمن المنطقة المُحدَدة للعرب.

قامت هيئة الأمم المتحدة عام 1947 بمحاولة لإيجاد حل للنزاع العربي/اليهودي القائم على فلسطين، وقامت هيئة الأمم بتشكيل لجنة UNSCOP المتألّفة من دول متعدّدة باستثناء الدّول دائمة العضوية لضمان الحياد في عملية إيجاد حلّ للنزاع.
قامت اللجنة بطرح مشروعين لحل النزاع، تمثّل المشروع الأول بإقامة دولتين مستقلّتين، وتُدار مدينة القدس من قِبل إدارة دولية. وتمثّل المشروع الثاني في تأسيس فيدرالية تضم كلا من الدولتين اليهودية والعربية. ومال معظم أفراد لجنة UNSCOP تجاه المشروع الأول والرامي لتأسيس دولتين مستقلّتين بإطار اقتصدي موحد. وقامت هيئة الأمم بقبول مشروع لجنة UNSCOP الدّاعي للتقسيم مع إجراء بعض التعديلات على الحدود المشتركة بين الدولتين، العربية واليهودية، على أن يسري قرار التقسيم في نفس اليوم الذي تنسحب فيه قوات الانتداب البريطاني من فلسطين.
أعطى قرار التقسيم 55% من أرض فلسطين للدولة اليهودية، وشملت حصّة اليهود من أرض فلسطين على وسط الشريط البحري (من إسدود إلى حيفا تقريبا، ما عدا مدينة يافا) وأغلبية مساحة صحراء النقب (ما عدا مدينة بئر السبع وشريط على الحدود المصرية). ولم تكن صحراء النّقب في ذاك الوقت صالحة للزراعة ولا للتطوير المدني، واستند مشروع تقسيم الأرض الفلسطينية على أماكن تواجد التّكتّلات اليهودية بحيث تبقى تلك التكتّلات داخل حدود الدولة اليهودية. وكانت رام الله في ذلك الوقت مركزا لقضاء رام الله، التي تم الحاقها بالدولة العربية المُقترحة.

### الإدارة الأردنية

مدينة رام الله في خمسينيات القرن الماضي، وتظهر في الصورة سينما "دنيا".

وفي أوائل خمسينيات القرن العشرين خضعت رام الله للحكم الأردني بين حربي 1948 و1967، وأصبحت رام الله فيما بعد مركزا للواء رام الله التابع لمحافظة القدس. وقد كانت المدينة هادئة نسبيا خلال سنوات الحكم الأردني، وكان السكان يتمتعون بحرية الحركة بين الضفة الغربية والأردن ولبنان وسوريا وأماكن أخرى. وكان الأردن بضم الضفة الغربية، يطبق قانونه على الأرض. ومع ذلك، سجن كثير من الفلسطينيين لكونهم أعضاء في ما كانت الحكومة الأردنية تعتبره أحزاب سياسية غير مشروعة، بما في ذلك الحزب الشيوعي الفلسطيني وغيرها من الجماعات الاشتراكية والمؤيدة للاستقلال. وضع القانون الأردني قيودا على الإبداع والحرية المطلوبة من قبل العديد من الفلسطينيين في ذلك الوقت. بحلول عام 1953، تضاعف سكان رام الله، ولكنها لم تكن مجهزة للاقتصاد والبنية التحتية للتعامل مع تدفق القرويين الفقراء. غادر أهالي مدينة رام الله، في المقام الأول إلى الولايات المتحدة. ونظراً لكون مدينة رام الله مركز للواء فقد استأثرت بنصيب وافر من مراكز الخدمات الإدارية والتعليمية والصحية والاجتماعية والاقتصادية يشرف عليها المجلس البلدي والذي قام بتأسيس شركة المياه، وغرفة التجارة تأسست عام 1950م وغايتها تسهيل الأعمال التجارية.

### حرب 1967

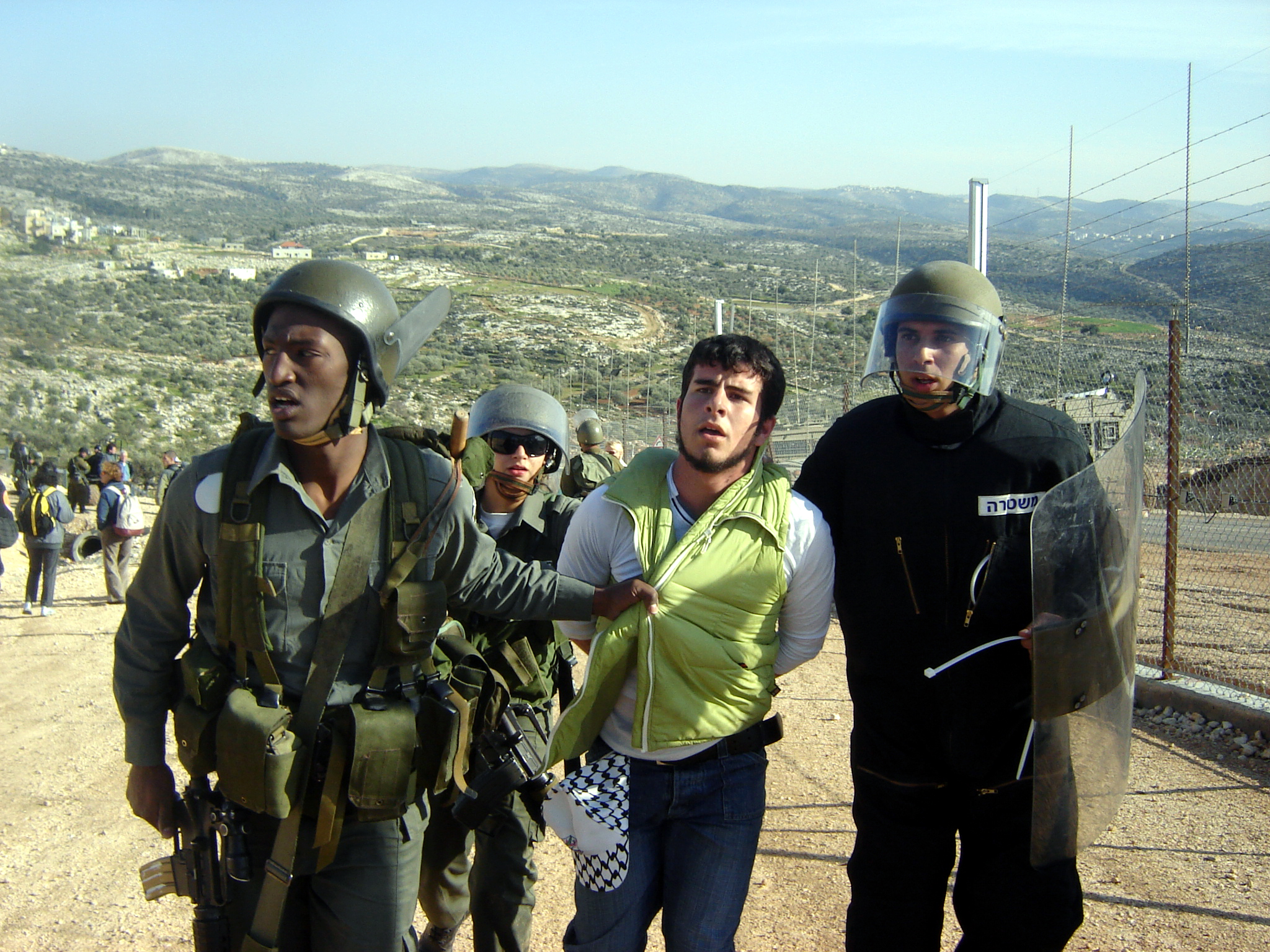
جنود الاحتلال الإسرائيلي يعتقلون متظاهرا بالقرب من رام الله.

سقطت المدينة في يد إسرائيل بعد عام 1967، لتظل تحت الاحتلال لمدة 27 سنة وتعاني من الإهمال الإسرائيلي لها كباقي المدن العربية الفلسطينية المحتلة. وقد صادرت سلطات الاحتلال مساحات شائعة من أراضي رام الله وقراها وأقامت عليها العديد من المستوطنات، وقد بلغ عدد المستوطنات حتى نهاية عام 1987م حوالي 30 مستوطنة، وأكبر هذه المستوطنات مستوطنة (ريمونيم) وهي قرية تعاونية أنشأت عام 1980م.
في عام 1987، انخرط سكان مدينة رام الله بوقت مبكر في الانتفاضة الفلسطينية الأولى. وكانت القيادة الوطنية الموحدة للانتفاضة، تقوم بتوزيع النشرات الأسبوعية في شوارع رام الله مع جدول زمني للإضراب المتصاحب مع الاحتجاجات اليومية ضد الدوريات الإسرائيلية في المدينة. وفي المظاهرات، تم أحراق الإطارات في الشوارع، كما ألقى الحشود الحجارة والزجاجات الحارقة على جنود الاحتلال. ورد الجيش الإسرائيلي بالغاز المسيل للدموع والرصاص المطاطي. واغلقت المدارس في مدينة رام الله قسرا، وفتحت تدريجيا لبضع ساعات. ونفذت الاعتقالات خارج البيوت، وفرض حظر التجول ومنع السفر، ما اعتبره الفلسطينيون بأنه عقاب جماعي. ردا على إغلاق المدارس، وتنظيم دورات تعليم سكان المنزل لمساعدة الطلاب على استدراك المادة الفائتة، وهذا أصبح واحدا من الرموز القليلة من العصيان المدني.
في عام 1991، ضم الوفد الفلسطيني إلى مؤتمر مدريد للسلام الدولي العديد من وجهاء رام الله. كما خفت حدة الانتفاضة قدما، واستأنفت الحياة الطبيعية في رام الله. في ديسمبر 1995، وذلك تامشيا مع اتفاق أوسلو، تخلى الجيش الإسرائيلي عن المقاطعة وانسحب إلى ضواحي المدينة. تولت السلطة الفلسطينية التي أنشئت حديثا المدنية والمسؤولية الأمنية للمدينة، والتي اعتبرت «المنطقة أ» الخاضعة للاتفاقات.

### السلطة الفلسطينية

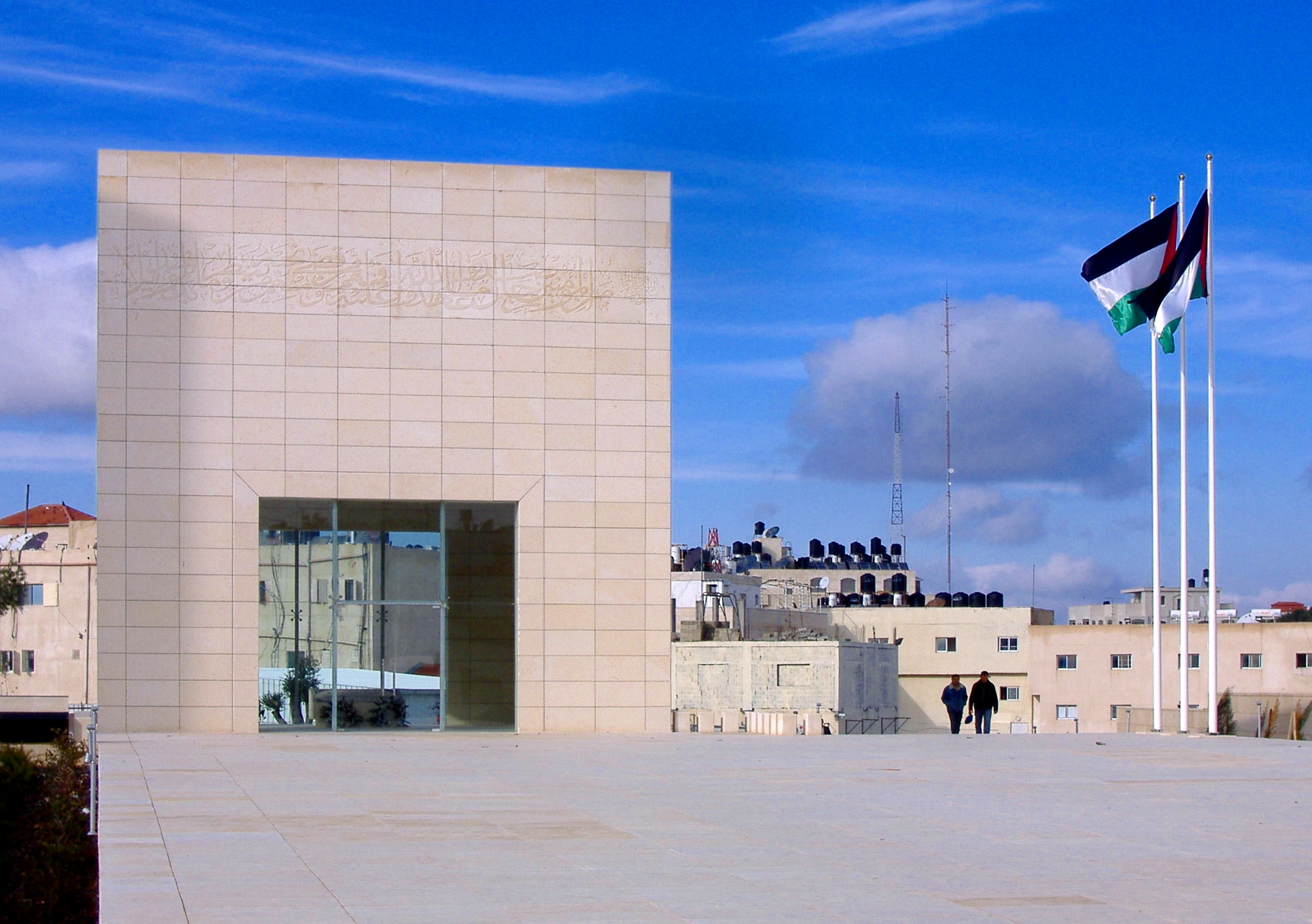
جانب من مبنى المقاطعة (القصر الرئاسي).

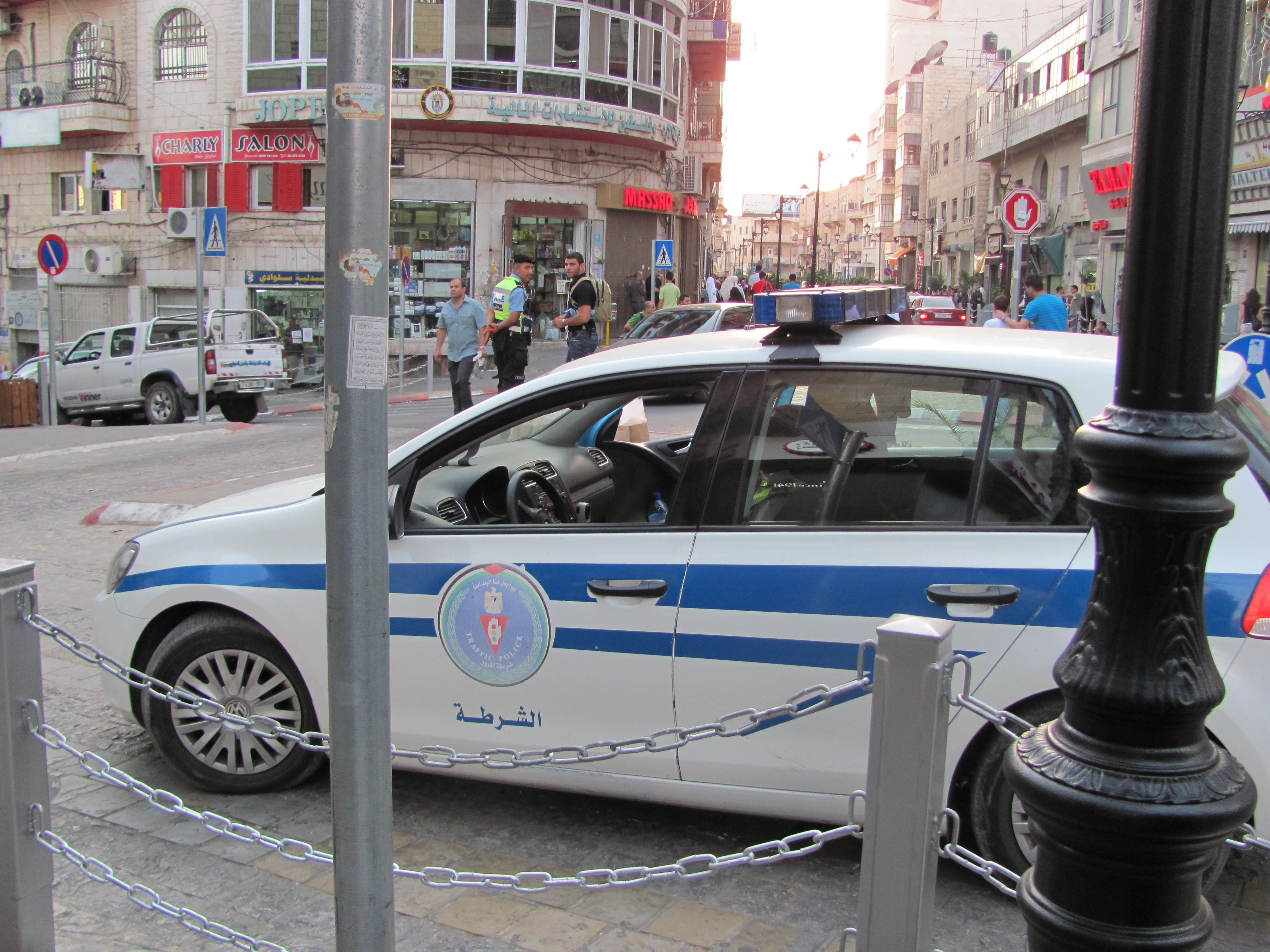
الشرطة الفلسطينية وسط رام الله.

في 1994 تم نقل الحكم فيها للسلطة الوطنية الفلسطينية بموجب اتفاق أوسلو الموقع عام 1993، التي أُعلن بموجبه عن مناطق المدينة (دون القرى التابعة لها أو امتداداتها) أنها منطقة ألف (أ)؛ وهذه الأرض تخضع لسيطرة شبه كاملة من السلطة الفلسطينية. أصبحت رام الله المقر المؤقت للسلطة الفلسطينية، وبسبب رفض إسرائيل أن يكون مقر السلطة الفلسطينية في القدس الشرقية. وقد شهدت المدينة نهضة حضارية ومعمارية كبيرة في هذه الفترة.
تعرّض كثير من تلك المقرات في رام الله إلى دمار كبير ألحقته آلة الحرب الإسرائيلية كجزء من الهجمات المستمرة على المدينة في فترة الانتفاضة الفلسطينية الثانية، مما أدّى إلى تعطيلها إلى حدِّ كبير، وعادت هذه المقرات للعمل في الفترة اللاحقة للاجتياح الإسرائيلي الكبير للمدينة في عام 2002 جاعلة رام الله العاصمة الإدارية (كأمر واقع) لسلطة الحكم الذاتي الفلسطينية. يشار بالذكر إلى أن حكومة نتنياهو شرعت في إعداد دراسة تهدف إلى إقناع الفلسطينيين بأهمية مدينة رام الله كعاصمة بديلة من القدس الشرقية. وتركز الدراسة على التذكير بمواقف إسحق رابين الذي ثبت مدينة القدس بقسميها الغربي والشرقي، عاصمة أبدية موحدة لدولة اليهود، ومع أنه وافق على فصل الشأن السياسي عن الشأن الديني، ووعد المسلمين والمسيحيين بممارسة شعائرهم في ظل القانون الإسرائيلي، إلا أنه أخضع وعده لضرورات الأمن القومي. لهذا السبب لم يسمح لياسر عرفات بزيارة القدس خوفاً من الجماهير التي ستستقبله.

## الجغرافيا

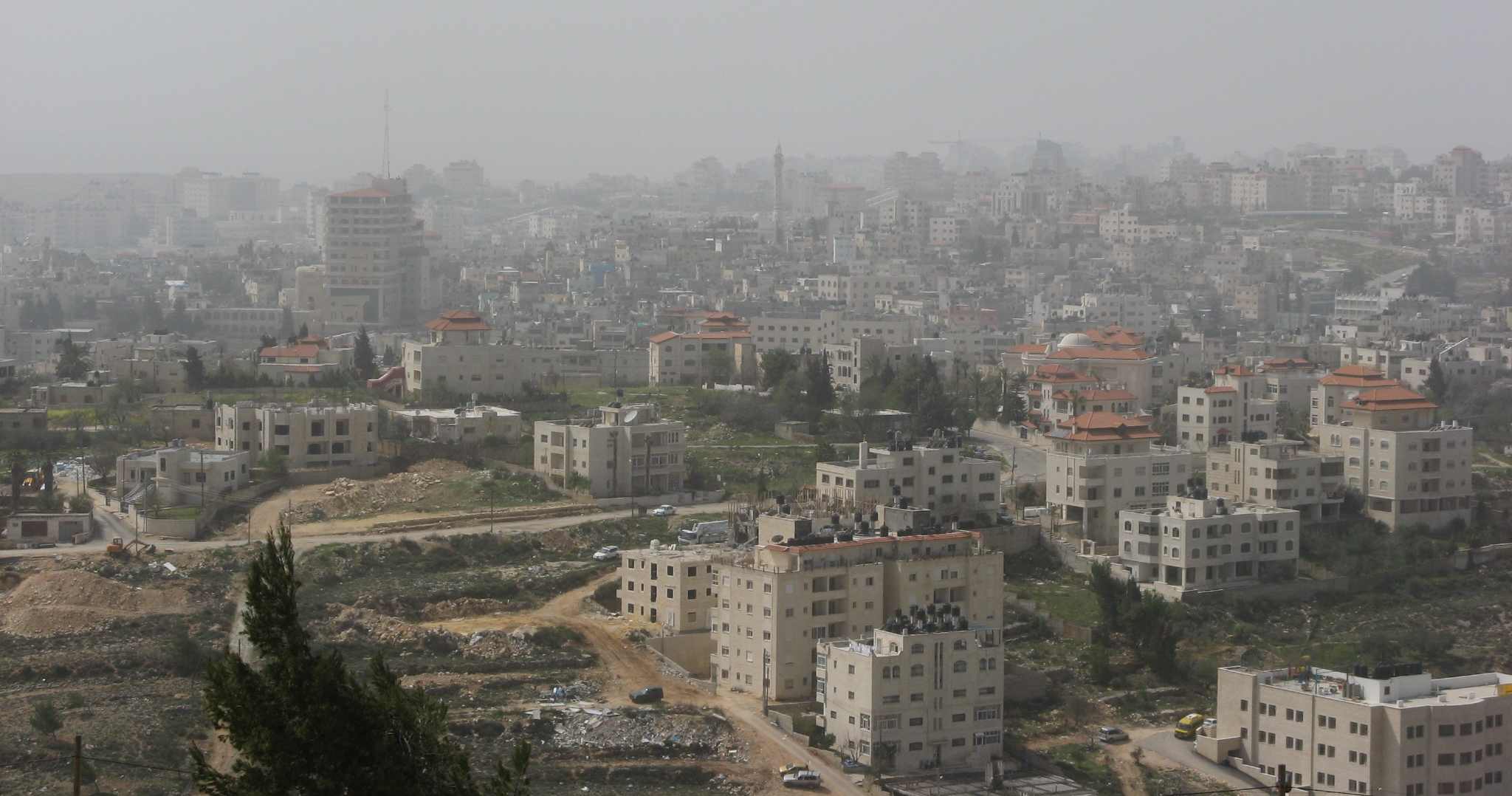
مجاورة سكنية في رام الله والبيرة.

خريطة مدينة رام الله.

رام الله مدينة جبلية، مبنية على جبال مطلة إلى الغرب على الساحل الفلسطيني، أما من جهة الشرق والجنوب فهي محاطة بالجبال. تبعد رام الله حوالي عشرة 15 كم إلى الشمال من القدس وتبعد المدينة عن البحر المتوسط الذي يرى من تلالها حوالي 45 كيلومترا هوائيا وكثيرا ما تشاهد منها أثناء النهار السفن الراسية، كما تبعد عن نهر الأردن قرابة 33 كم إلى الغرب. ونظرا لقرب البحر منها فإن الهواء الذي يهب عليها من الغرب يحمل معه بعض الرطوبة ولكن ارتفاع البلدة عن سطح البحر الذي يتراوح بين 830-880 مترا يلطف من هذه الرطوبة. وتبلغ مساحة مدينة رام الله 19 ألف دونم، واتخذت مجالس بلدية سابقة قرارا بتوسيع حدود المدينة إلى ألفي دونم أخرى.
ويتوسط موقع رام الله فلسطين التاريخية تقريبا، حيث تبعد عن نابلس 36 كم إلى الجنوب، وجنين 63 كم إلى الجنوب، والخليل 82 كم إلى الشمال، وغزة 82 كم إلى الشمال الشرقي، ويافا 45 كم إلى الشرق، وحيفا 105 كم إلى الجنوب الشرقي.

### مناطق المدينة

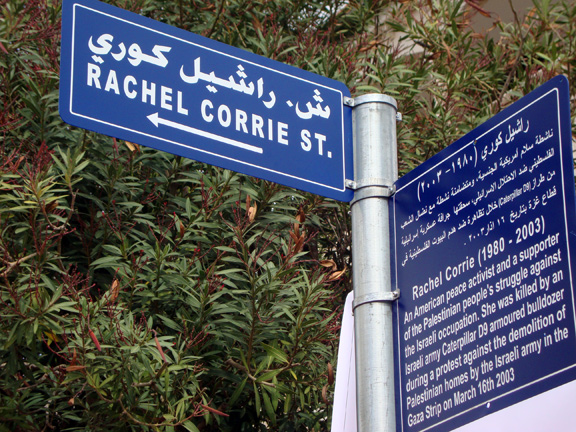
لافتة شارع راشيل كوري في رام الله.

تُقسم المدينة إلى 19 حيًا وهي: الريحان، الدبلوماسي، الكرينعة، الواد، النرجس، الطيرة، المصايف، الإذاعة، ردانا، عين مصباح، الجدول، قدورة، القديرة، الماصيون، عين منجد، باطن الهواء، مركز المدينة، البلدة القديمة والمنطقة الصناعية. أما بالنسبة للطرق، فتقطع رام الله عدة طرق تربط مناطقها ببعض، كما تربطها بالمدن الملتصقة بها كـالبيرة وبيتونيا، وباقي قرى ومدن فلسطين المجاورة كالقدس وبيت لحم ونابلس، والتي قامت بلدية رام الله بتسميتها على أسماء لمناطق وشخصيات فلسطينية أو عالمية، ومن أهم هذه الطرق:
| - شارع الإرسال - شارع الطيرة - شارع يافا | - شارع الماصيون - شارع الأندلس - شارع تشيلي | - شارع الصناعة - شارع جاك شيراك - شارع راشيل كوري |

### المناخ

الثلج في رام الله شتاء.

الغروب في البلدة القديمة لرام الله.

مناخ رام الله هو مناخ متوسطي ففي الشتاء تتعرض البلدة للرياح الجنوبية الغربية القاسية الماطرة وأحيانا إلى رياح شمالية شرقية جافة باردة نسبيا. أما معدل سقوط الأمطار هو حوالي 20 إنشا أو 500 مليمتر في السنة. وعلى العموم فإن معدل درجة الحرارة في الشتاء نادرا ما يصل إلى 32 فهرنهايت أو صفر مئوي وفي الصيف قلما تزيد على 95 ف أو 35 درجة مئوية ويمكننا القول بأن معدل درجة الحرارة السنوي يتراوح بين 41-77 ف أو 5-25 م.
وفي أوائل نيسان تأخذ الرياح الخماسينية بالهبوب وهذه رياح جافة تحمل معها كثيرا من الغبار وهي تأتينا من الجنوب وينقطع هبوب الرياح الخماسينية كلما اقترب فصل الصيف وتهب أيضا على البلدة رياح دافئة في أواخر الصيف وأوائل الخريف وتعجل بإنهاء موسمي العنب والتين. وعلى العموم فإن مناخ رام الله لطيف منعش في الصيف دافئ في الشتاء وهذا جعل الحياة فيها حياة نشاط وعمل.
| البيانات المناخية لـرام الله | البيانات المناخية لـرام الله | البيانات المناخية لـرام الله | البيانات المناخية لـرام الله | البيانات المناخية لـرام الله | البيانات المناخية لـرام الله | البيانات المناخية لـرام الله | البيانات المناخية لـرام الله | البيانات المناخية لـرام الله | البيانات المناخية لـرام الله | البيانات المناخية لـرام الله | البيانات المناخية لـرام الله | البيانات المناخية لـرام الله | البيانات المناخية لـرام الله |
| الشهر                        | يناير                        | فبراير                       | مارس                         | أبريل                        | مايو                         | يونيو                        | يوليو                        | أغسطس                        | سبتمبر                       | أكتوبر                       | نوفمبر                       | ديسمبر                       | المعدل السنوي                |
| ---------------------------- | ---------------------------- | ---------------------------- | ---------------------------- | ---------------------------- | ---------------------------- | ---------------------------- | ---------------------------- | ---------------------------- | ---------------------------- | ---------------------------- | ---------------------------- | ---------------------------- | ---------------------------- |
| الدرجة القصوى °ف             | 74.1                         | 77.5                         | 81.7                         | 95.5                         | 99.0                         | 98.2                         | 105.1                        | 111.9                        | 100.0                        | 92.8                         | 84.9                         | 79                           | 111.9                        |
| متوسط درجة الحرارة الكبرى °ف | 53.2                         | 54.7                         | 59.7                         | 70.7                         | 77.5                         | 81.7                         | 84.2                         | 84.9                         | 82.8                         | 76.5                         | 65.8                         | 57.2                         | 70.7                         |
| متوسط درجة الحرارة الصغرى °ف | 43.5                         | 43.5                         | 47.1                         | 54.7                         | 60.3                         | 64.0                         | 66.9                         | 67.1                         | 65.5                         | 61.9                         | 54.1                         | 47.1                         | 56.3                         |
| أدنى درجة حرارة °ف           | 19.9                         | 27.7                         | 31.5                         | 33.4                         | 45.7                         | 52                           | 58.3                         | 59.9                         | 55.8                         | 49.6                         | 35.2                         | 32.4                         | 19.9                         |
| الهطول إنش                   | 5.24                         | 4.66                         | 3.65                         | 0.96                         | 0.13                         | 0                            | 0                            | 0                            | 0.01                         | 0.61                         | 2.39                         | 4.16                         | 21.81                        |
| الدرجة القصوى °م             | 23.4                         | 25.3                         | 27.6                         | 35.3                         | 37.2                         | 36.8                         | 40.6                         | 44.4                         | 37.8                         | 33.8                         | 29.4                         | 26                           | 44.4                         |
| متوسط درجة الحرارة الكبرى °م | 11.8                         | 12.6                         | 15.4                         | 21.5                         | 25.3                         | 27.6                         | 29.0                         | 29.4                         | 28.2                         | 24.7                         | 18.8                         | 14.0                         | 21.5                         |
| متوسط درجة الحرارة الصغرى °م | 6.4                          | 6.4                          | 8.4                          | 12.6                         | 15.7                         | 17.8                         | 19.4                         | 19.5                         | 18.6                         | 16.6                         | 12.3                         | 8.4                          | 13.5                         |
| أدنى درجة حرارة °م           | −6.7                         | −2.4                         | −0.3                         | 0.8                          | 7.6                          | 11                           | 14.6                         | 15.5                         | 13.2                         | 9.8                          | 1.8                          | 0.2                          | −6.7                         |
| الهطول مم                    | 133.2                        | 118.3                        | 92.7                         | 24.5                         | 3.2                          | 0                            | 0                            | 0                            | 0.3                          | 15.4                         | 60.8                         | 105.7                        | 554.1                        |
| المصدر: مصلحة الأرصاد الجوية |                              |                              |                              |                              |                              |                              |                              |                              |                              |                              |                              |                              |                              |

## السكان

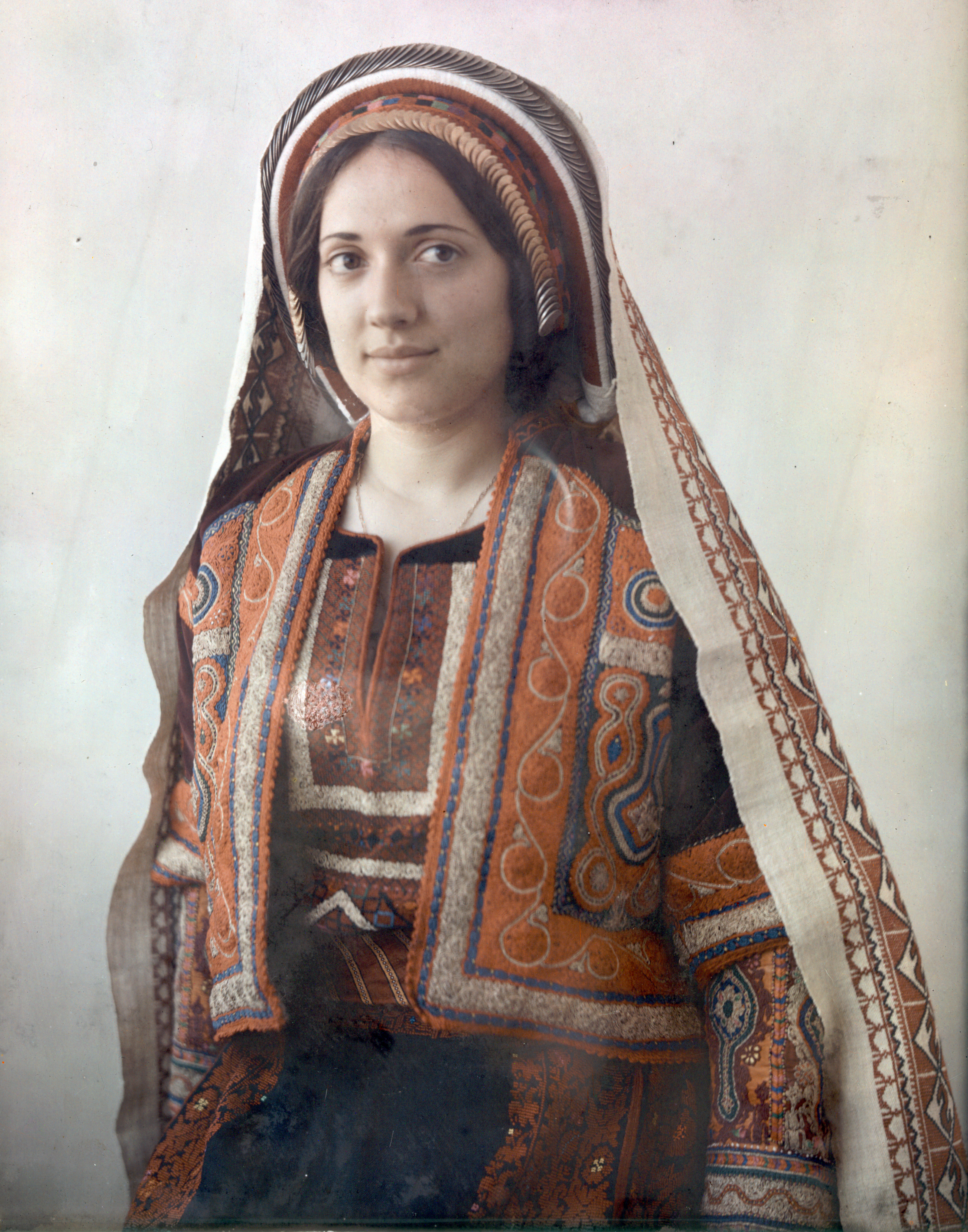
سيدة فلسطينية من رام الله، ترتدي الثوب الفلسطيني.

الجدول الآتي يبين عدد سكان المدينة في فترات مختلفة:
| السنة      | عدد السكان |
| ---------- | ---------- |
| 1922       | 3,067      |
| 1945       | 5,080      |
| 1961       | 13,759     |
| 1987       | 24,772     |
| تعداد 1997 | 17,851     |
| تقدير 2005 | 24,599     |
| تعداد 2007 | 26,255     |
| تقدير 2012 | 29,500     |
| تعداد 2017 | 38,998     |

يبلغ عدد سكان رام الله اليوم قرابة 30 ألف نسمة. وبالرغم من أن رام الله كانت مدينة صغيرة، إلا أن اللاجئين الفلسطينيين بعد النكبة عام 1948 شكلوا جزءا رئيسيا من التوزيع السكاني الجديد، كما أن الهجرة الداخلية وانتقال فلسطينيين للعمل في رام الله بعد قدوم سلطة الحكم الذاتي الفلسطينية جراء تحولها إلى مركز إداري للسلطة زاد من عدد السكان المستقرين القادمين من مدن أخرى.
وقد بلغ عدد سكان رام الله عام 1922م حوالي 3067 نسمة، وفي عام 1945م 5080 نسمة، وفي عام 1967م بلغ عدد سكانها حسب الإحصاء الإسرائيلي 12134 نسمة، ارتفع هذا العدد ليصل عام 1987م حوالي 24772 نسمة.
تتمتع رام الله عن باقي المدن الفلسطينية باستمرارية وتعددية بالنشاطات الثقافية بين المهرجانات والندوات والمؤتمرات والمعارض، ويعود ذلك إلى عدة إسباب، أحدها تمركز عدد كبير من المؤسسات الناشطة في هذا المجال في مدينة رام الله إضافة إلى نشاط بلدية رام الله في هذا المجال ووجود وزارة الثقافة التابعة لسلطة الحكم الذاتي الفلسطيني في المدينة. وكذلك تنوع النسيج الثقافي الاجتماعي في المدينة وإتساع هامش الحرية مما جذب العديد من الشخصيات الثقافية إلى مدينة رام الله من مخرجين وكتّاب وشعراء.
من المؤسسات العاملة في مجال الثقافة في المدينة مركز الفن الشعبي ومعهد إدوارد سعيد للموسيقى ومسرح وسينماتك القصبة ومؤسسة سرية رام الله الأولى والقصر الثقافي التابع لبلدية المدينة ومركز بلدنا الثقافي ورواق وشاشات ومسرح عشتار ومركز خليل السكاكيني الثقافي ومؤسسة الكمنجاتي وجالاري المحطة ومؤسسة تامر ومنتدى الفنانين الصغار والمركز الثقافي البريطاني ومؤسسة عبد المحسن القطان ومتحف محمود درويش والمركز الثقافي اليوناني والمؤسسة الفلسطينية للفن المعاصر والمركز الثقافي الفرنسي الألماني.

## الاقتصاد

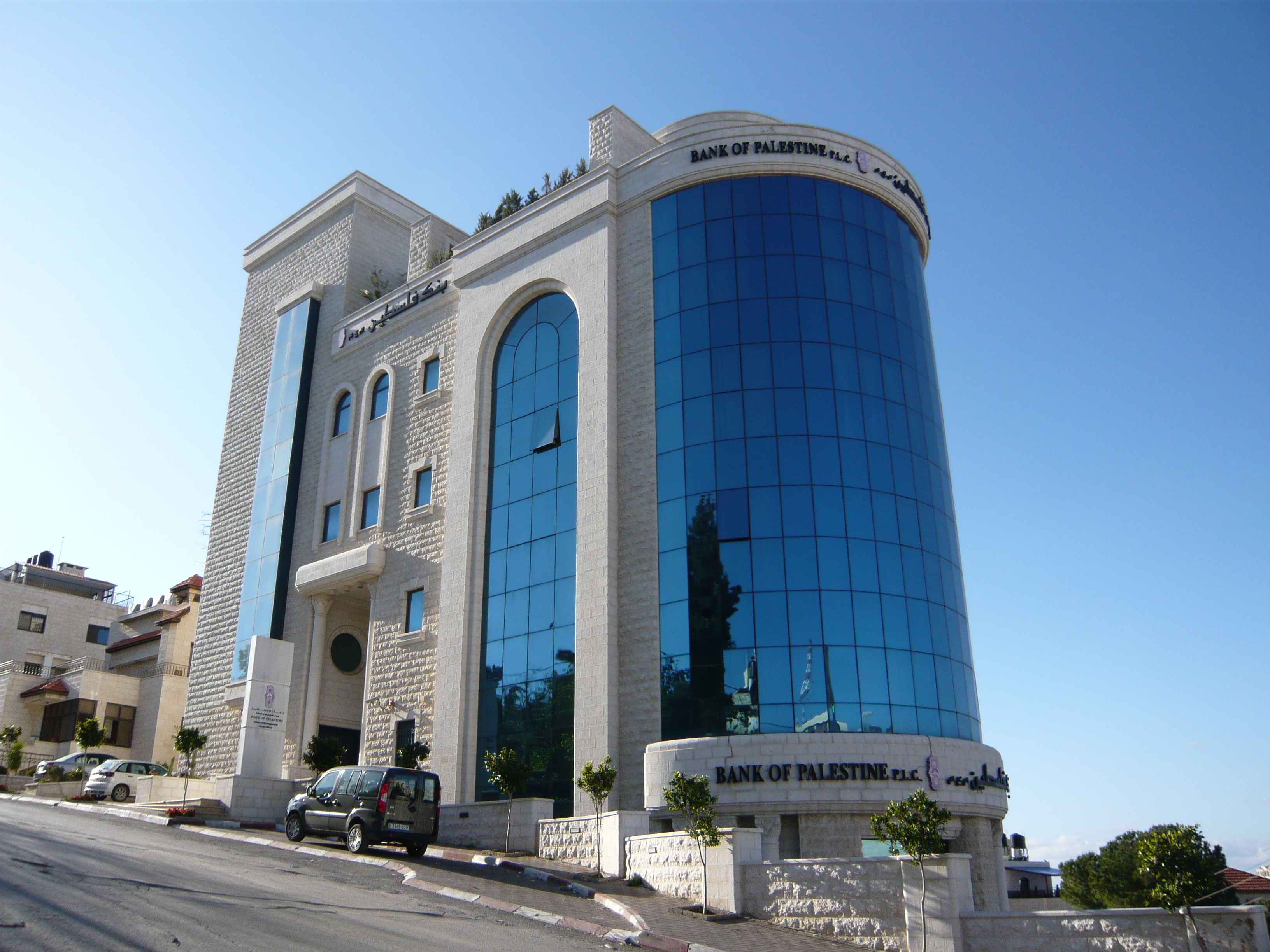
بنك فلسطين في رام الله.

تعكس رام الله صورة مدينة مزدهرة تشهد حركة أعمال محمومة وفورة عقارية كست تلالها بالمباني، غير ان هذه المدينة التي تحتضن مقر السلطة الفلسطينية في الضفة الغربية تبقى استثناء في مشهد اقتصادي عام هش.
ولقد مارس سكان مدينة رام الله والبيرة العديد من الحرف منذ القدم، منها الزراعة وتربية المواشي حيث زرعوا العنب والتين والزيتون، واشتغل السكان في التجارة حيث تنقل التجار بين المدن والقرى المجاورة، كما اشتغل السكان في الصناعة مثل صناعة الأحذية والملابس والمواد الغذائية والفخار واستمر الحال حتى أوائل القرن العشرين، حيث اتجه السكان إلى الهجرة إلى أمريكا خصوصا الشباب منهم، فأخذت الأموال تتدفق على المدينة ليستثمرها السكان في شراء الأراضي وبناء العقارات لاستغلالها في السياحة، وازدادت حركة التعليم وما أن انتهت الحرب العالمية الثانية حتى وقعت حرب 1948 فكان معظم سكان المدينة قد هاجروا إلى أمريكا باستثناء 12% منهم بقوا في المدينة.
توجد حاليا العديد من الصناعات مثل صناعة الورق الصحي والكرتون والأثاث والمواد الغذائية وعصر الزيتون والصابون والألمنيوم والأدوية والكثير من الحرف اليدوية والتقليدية.
أما بالنسبة للزراعة فقد اضمحلت بسبب هجرة السكان للأراضي الزراعية وتحويلها بنايات لتأخذ مكان البيوت القديمة وأصبحت المدينة تعج بمئات المحال التجارية الممتدة.
ومن الملاحظ أن تكلفة المعيشة في مدينة رام الله هي أعلى مستوى من نظيراتها في المحافظات الأخرى، ويمكن إرجاع السبب إلى عدة عوامل، أهمها وجود شريحة واسعة في رام الله يفوق مستوى دخلها معدل الدخل لباقي سكان رام الله وباقي سكان المحافظات الأخرى نظرا لعمل هذه الشريحة مع المؤسسات الأجنبية والدولية ما يجعلها قادرة على تحمّل هذه النفقات، وثانياً وجود عدد كبير من الأجانب العاملين في رام الله ذوي الدخل المرتفع جداً بالمقارنة مع المواطن العادي مما تسبب في زيادة الأسعار على كافة المستويات وبالذات العقار والمنافع الخدماتية كالمطاعم والقاعات، بالإضافة إلى وجود تحويلات شبه دائمة من المغتربين من سكان قراها الشرقية والتي معظم أفرادها مغتربون في الولايات المتحدة الأمريكية، وهنالك أمثلة صارخة للقرى الشرقية للمدينة التي حققت أعلى النسب في اغتراب أفرادها إلى الولايات المتحدة الأمريكية. ويمكن اليوم أن يُقارن مستوى المعيشة في المدينة بنظيره في مدن عالمية أخرى. يشار إلى أنه يُقام كل عام معرضٌ للصناعات الفلسطينية في مدينة رام الله.

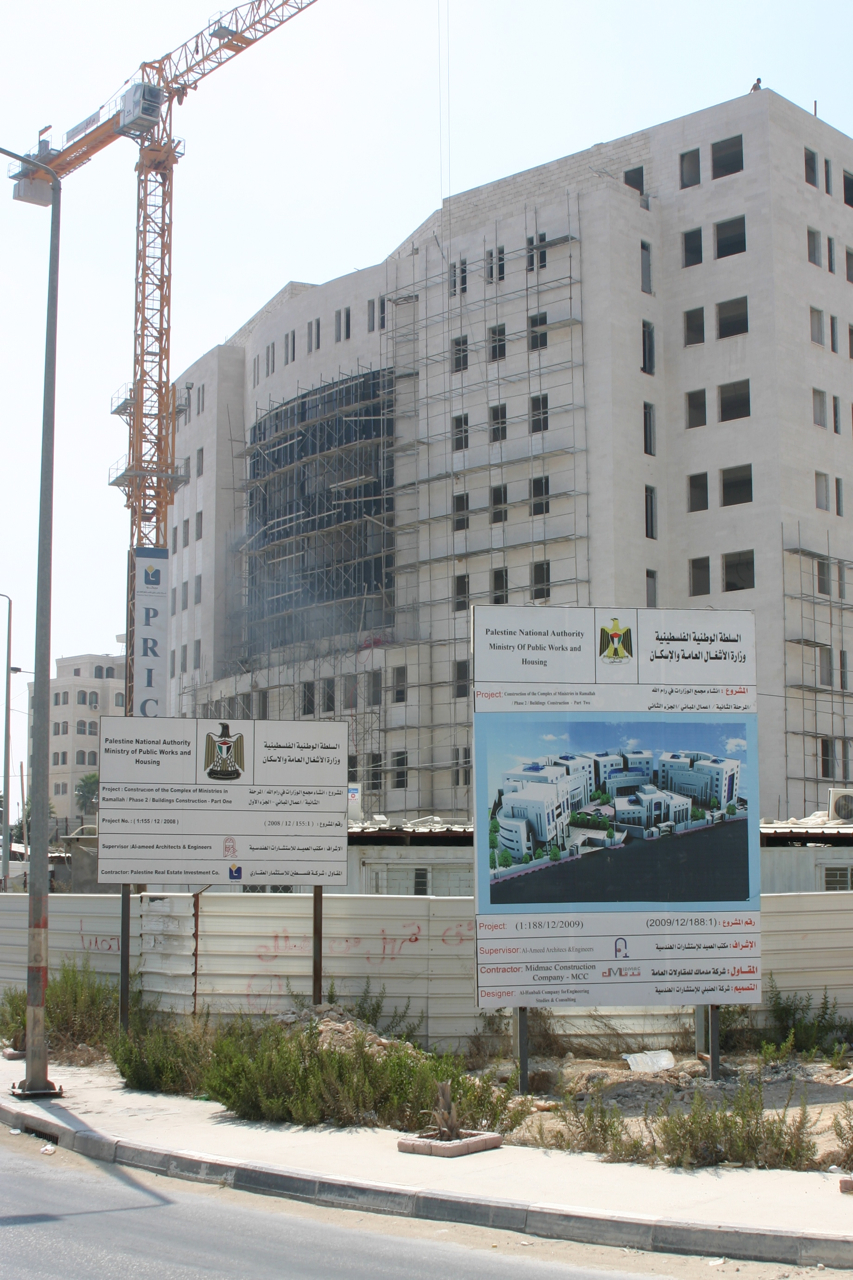
مشروع الوزارات في رام الله
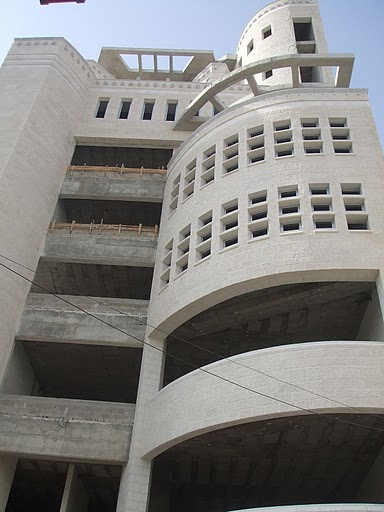
مركز دنيا التجاري تحت الإنشاء، يونيو 2010

## النقل والمواصلات

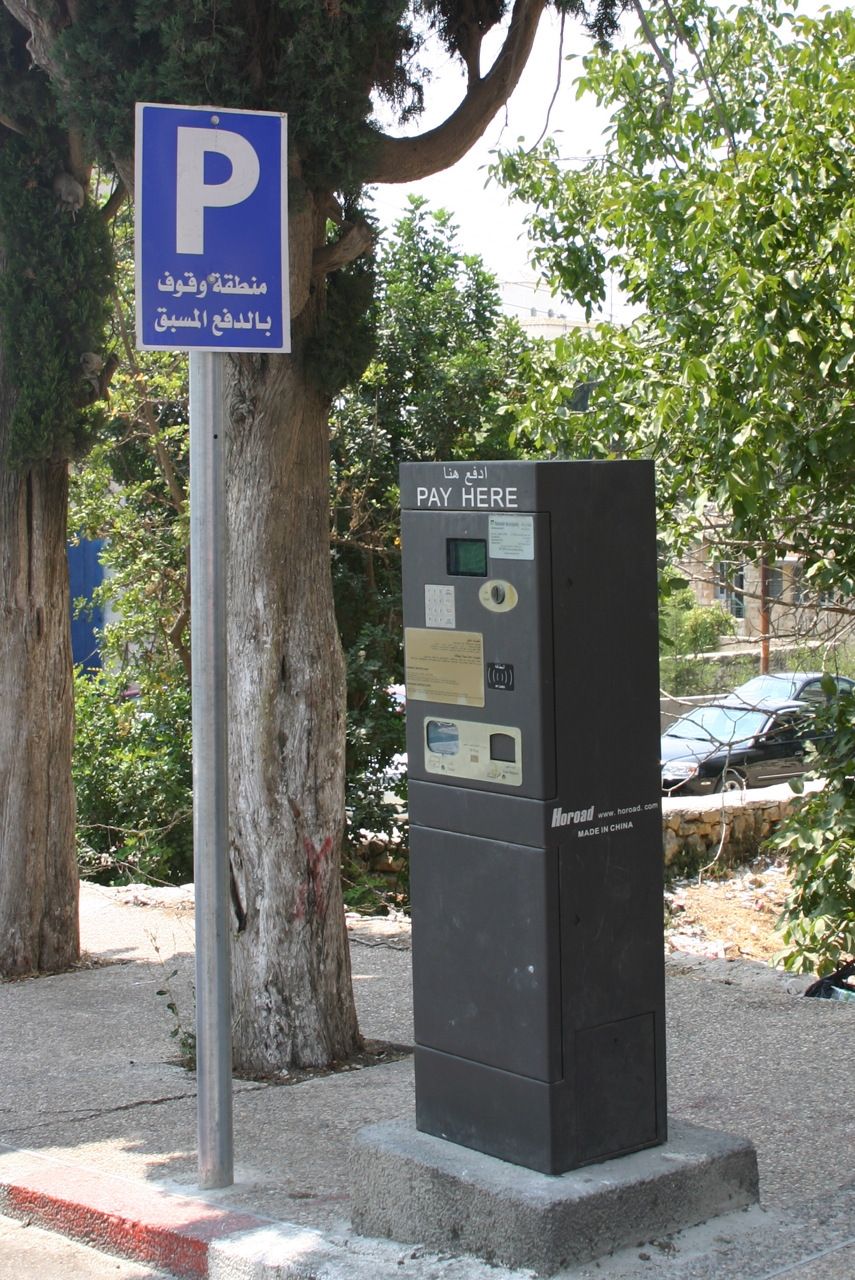
المواقف المدفوعة الأجر بالمدينة.

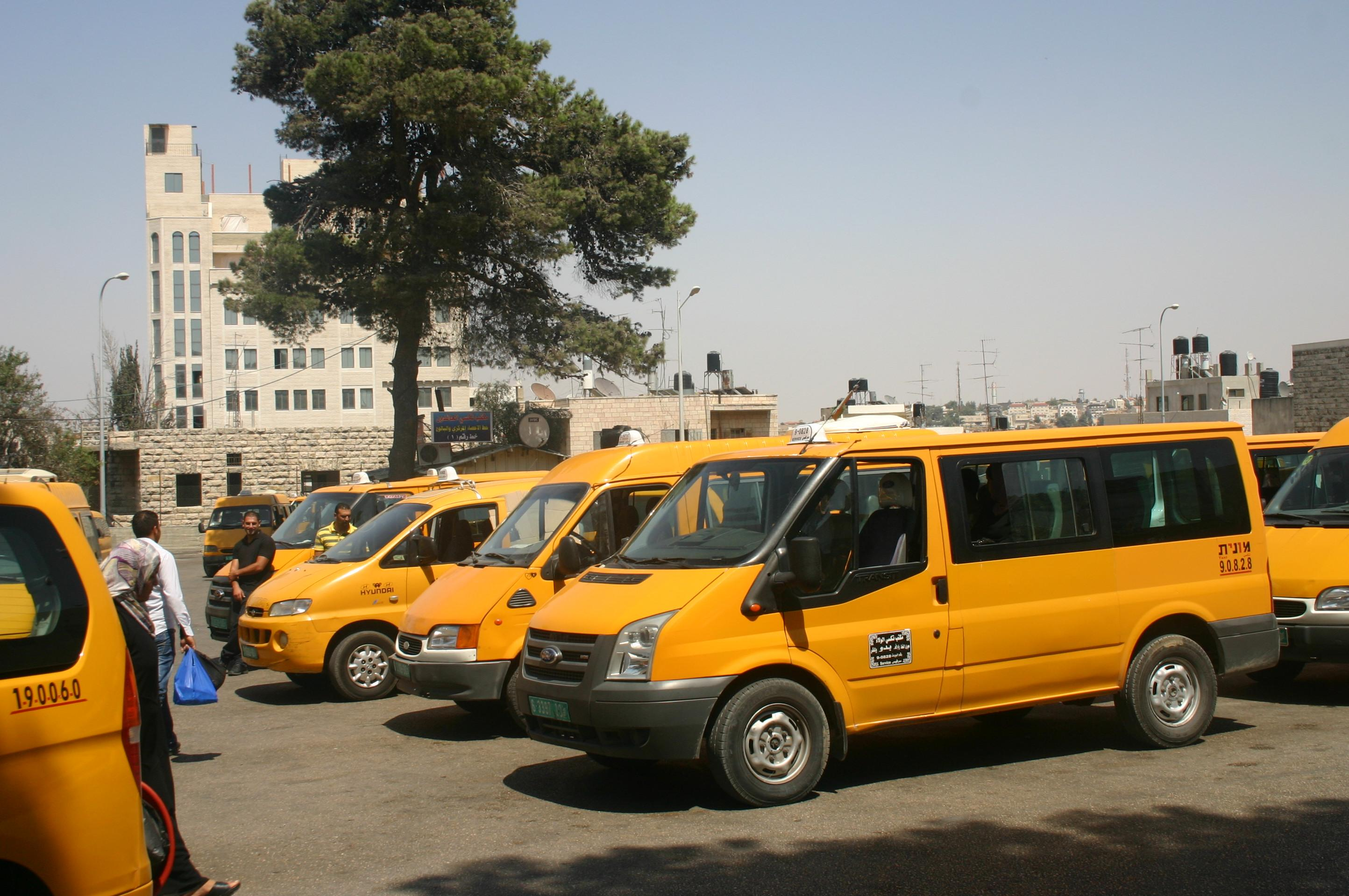
حافلات الأجرة الصغيرة في رام الله.

يمكن السفر إلى المدن المجاورة لرام الله بواسطة سيارة أجرة أو حافلات صغيرة. سيارات الأجرة متوفرة دائما في جميع أنحاء مدينة رام الله، كذلك بالنسبة للحافلات أو الحافلات الصغيرة. ويتنقل المواطنون الفلسطينيون بين رام الله والمدن والقرى المجاورة - منذ انتفاضة الأقصى - بصعوبة بالغة، حيث يعاني المواطن وفي كثيراً من الأحيان الامرّين حتى يصل إلى مبتغاه في الوقت المحدد وربما لا يصله إطلاقاً، مرد ذلك الإجراءات الإسرائيلية من حواجز واغلاقات.
يقع جنوب رام الله في بلدة قلنديا، مطار القدس الدولي أو كما تشيع تسميته «مطار قلنديا»، يقع على أراضي محافظة القدس تحديداً في بلدة قلنديا على طريق (القدس - رام الله). يعتبر المطار أقرب إلى رام الله منه إلى مدينة القدس.
أنشيء المطار عام 1920 تحت إدارة الانتداب البريطاني على فلسطين ثم في أوائل الخمسينيات وضع تحت الإدارة الأردنية بعد انضمام الضفة الغربية إلى المملكة الأردنية الهاشمية، إلا أنه وقع بيد القوات الإسرائيلية في حرب 1967، والتي سرعان ما غيرت اسمه إلى «مطار عطاروت». ومنذ انتفاضة الأقصى والمطار مهمل بالرغم من أنه تحت سيطرة الجيش الإسرائيلي. شهد المطار حركة سياحية وتجارية نشطة في الخمسينيات والستينيات، وقد استخدمه الكثير من المسافرين وأصحاب الشخصيات الهامة مثل بابا الفاتيكان على سبيل المثال لا الحصر، وذلك لأهمية القدس الدينية والسياحية.

### الاتصالات

شعار شركة الإتصالات الفلسطينية

تقع في رام الله مقرات شركات الاتصال الفلسطينية التي تزود الضفة الغربية بهذه الخدمة (جوال والوطنية موبايل). تأسست مجموعة الإتصالات الفلسطينية عام 1995 في رام الله، وكانت أول شركة اتصالات مملوكة للقطاع الخاص في العالم العربي وباشرت أعمالها في يناير عام 1997 كمشغل ومقدم لكافة أنواع خدمات الاتصالات في فلسطين. تتكون المجموعة اليوم من شركة الإتصالات الفلسطينية، وشركة جوال المزود الفلسطيني الأول لخدمة الاتصال الخلوي في فلسطين وشركة «حضارة» لخدمات الاتصالات وتكنولوجيا المعلومات بالإضافة إلى شركة «حلول» لتكنولوجية المعلومات وشركة «بال ميديا» لتقديم الخدمات المرئية والإعلامية المميزة. بالإضافة إلى هذه الشركات تقوم شركة الوطنية موبايل بتزويد خدمات الاتصالات الخليوية أيضا، والتي اطلقت خدماتها تجارياً في 2009.

## العمارة والتخطيط الحضري

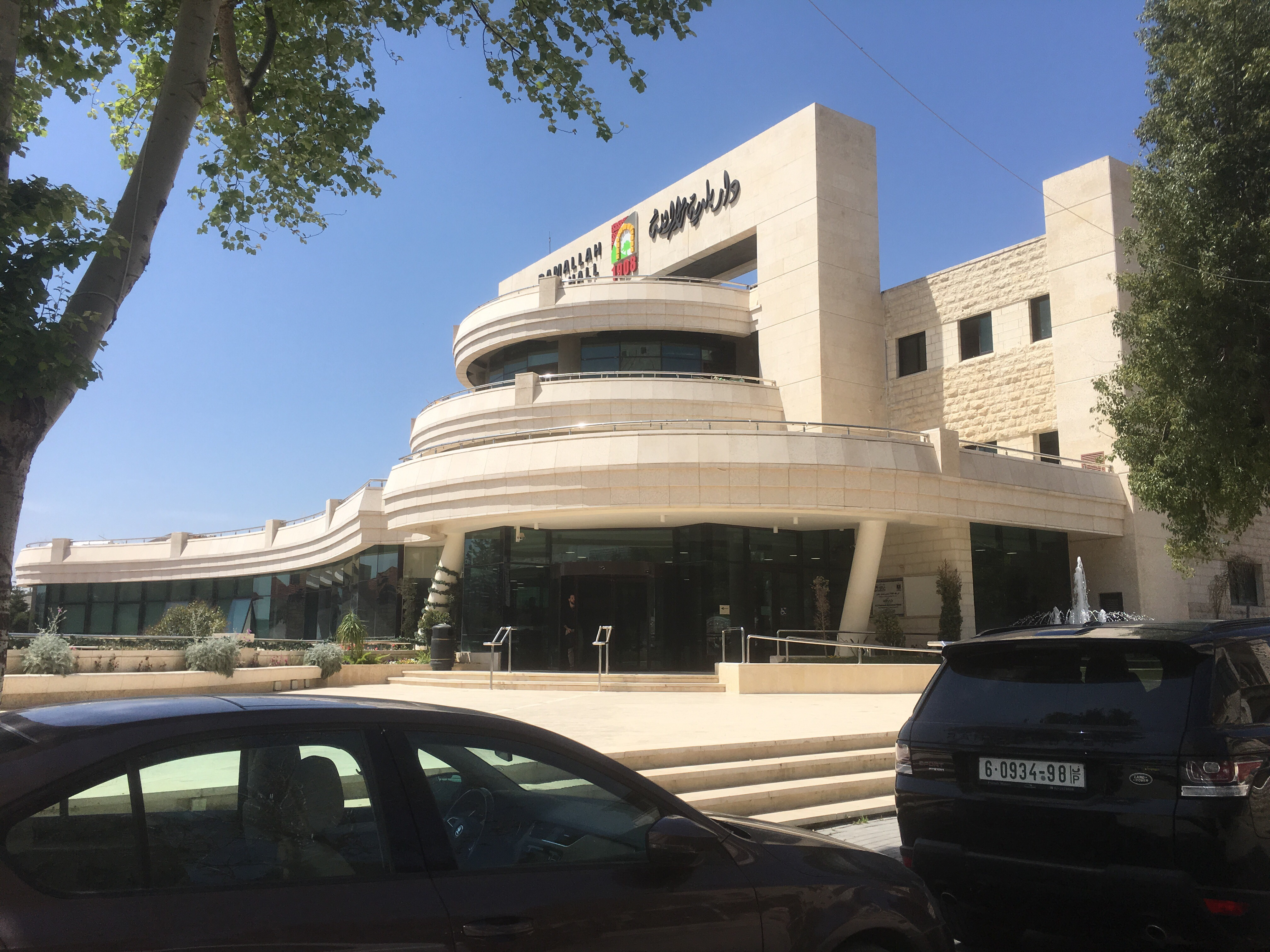
دار بلدية رام الله

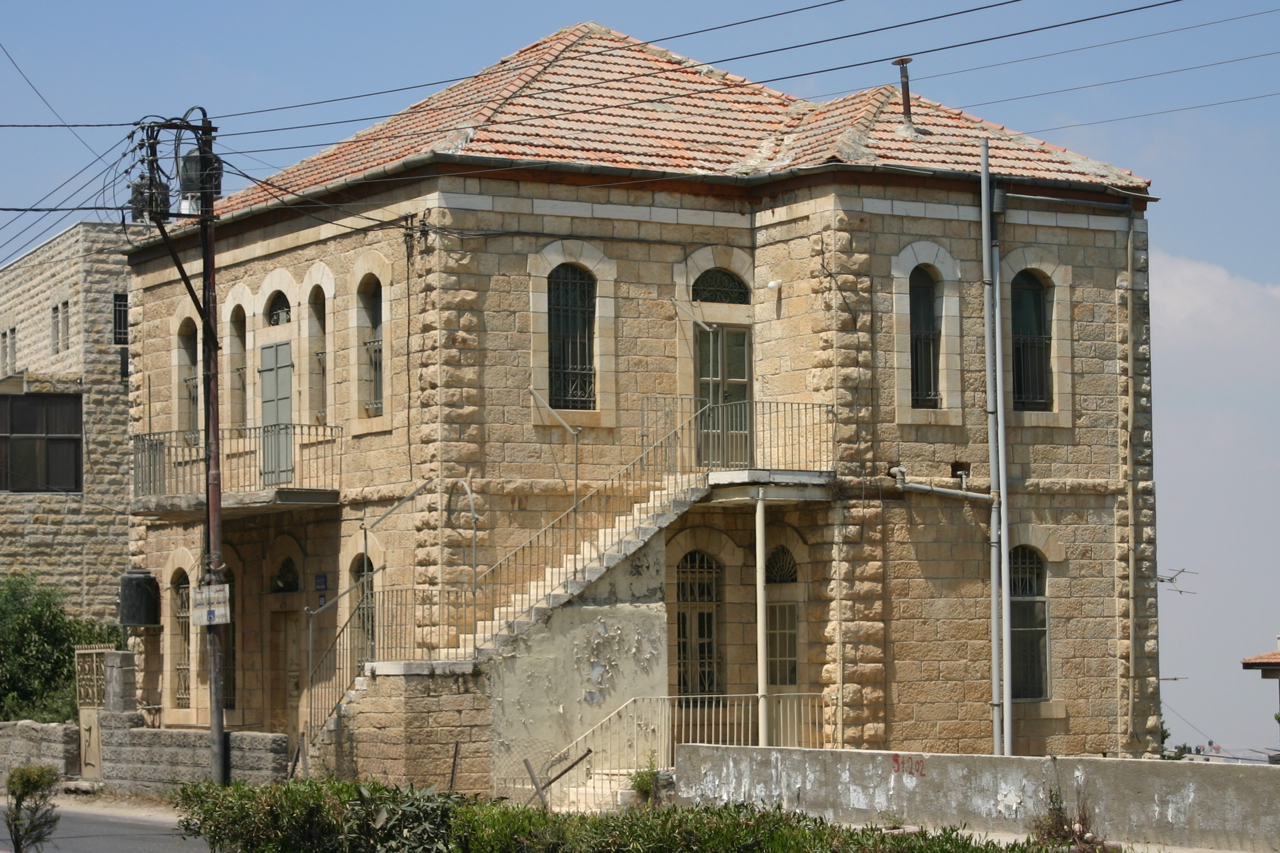
العمارة التقليدية في رام الله، وهو نمط سائد في بلاد الشام.

تمتاز مدينة رام الله بغناها المعماري وتطورها الاجتماعي والذي انعكس عبر مبانيها وحاراتها وتجمع ساكنيها، حيث يشعر الزائر بمتابعة بصرية جميلة تعطيه الإحساس والشعور بكينونته كإنسان بمقاييسها الإنسانية والإحساس بالزمن ببعديه الماضي والمستقبلي للواجهات والأسقف والخانات والأزقة. وتعتبر المدينة أكبر تجمع من حيث عدد المباني القديمة في محافظة رام الله، بحيث تحتوي على 381 مبنى قديماً، وتشكل ما نسبته 5 % من عدد المباني الكلي في المحافظة، وتليها بذلك رنتيس، حيث تحتوي على 326 مبنى، ثم نعلين بـ 292 مبنى، ومن ثم عابود بـ 281 مبنى قديماً.
وقد تأسس في بداية تسعينيات القرن الفائت، مركز معني بالحفاظ على الهوية المعمارية الفلسطينية القديمة في رام الله، اسمه: مركز المعمار الشعبي "رواق"، والذي عمل على تحضير مخططات حماية للمباني في التجمعات، وبخاصة تلك التي ما زالت تحافظ على مراكزها ونسيجها المعماري القديم، وكذلك تلك التي تحتوي على عدد كبير من المباني القديمة، بحيث تتم حماية أكبر نسبة ممكنة من المباني القديمة بمجرد حماية بعض التجمعات، ولذلك يمكن حماية ما نسبته 35.41 % من عدد المباني القديمة بمجرد حماية التجمعات التي تحتوي على أكثر من 200 مبنى قديم.
وقد قامت وحدة التخطيط في مركز رواق، باعداد مخطط الحفاظ على التراث الثقافي للبلدة القديمة في رام الله. حيث تم تعيين حدود وجميع فئات التراث الثقافي في المنطقة التاريخية (من مباني تاريخية، وأحواش، وأزقة...ألخ) وذلك بناءً على الدراسة الميدانية التي قام بها فريق العمل في الموقع.
نتيجة ذلك تم تقسيم البلدة القديمة إلى منطقتين: «منطقة تاريخية أ» والتي تتميز بنسيج معماري تقليدي وعدد كبير من المباني التاريخية، و«منطقة تاريخية ب» والتي لم تعد تحتفظ بنسيج معماري تقليدي بالرغم من وجود عدد لا بأس به من المباني التاريخية. هذا وتم تعين كل المباني التاريخية المنفردة خارج هاتين المنطقتين.
كما وتم وضع مسودة أحكام خاصة لتنظيم أعمال البناء في تللك المناطق، والتي تم نقاشها مطولاً مع لجنة أحياء البلدة القديمة المكونة من أعضاء في مجلس بلدية رام الله. هذا وتم اقرار جزء من هذه الأحكام من قبل لجنة التنظيم في البلدية.

## الثقافة والسياحة

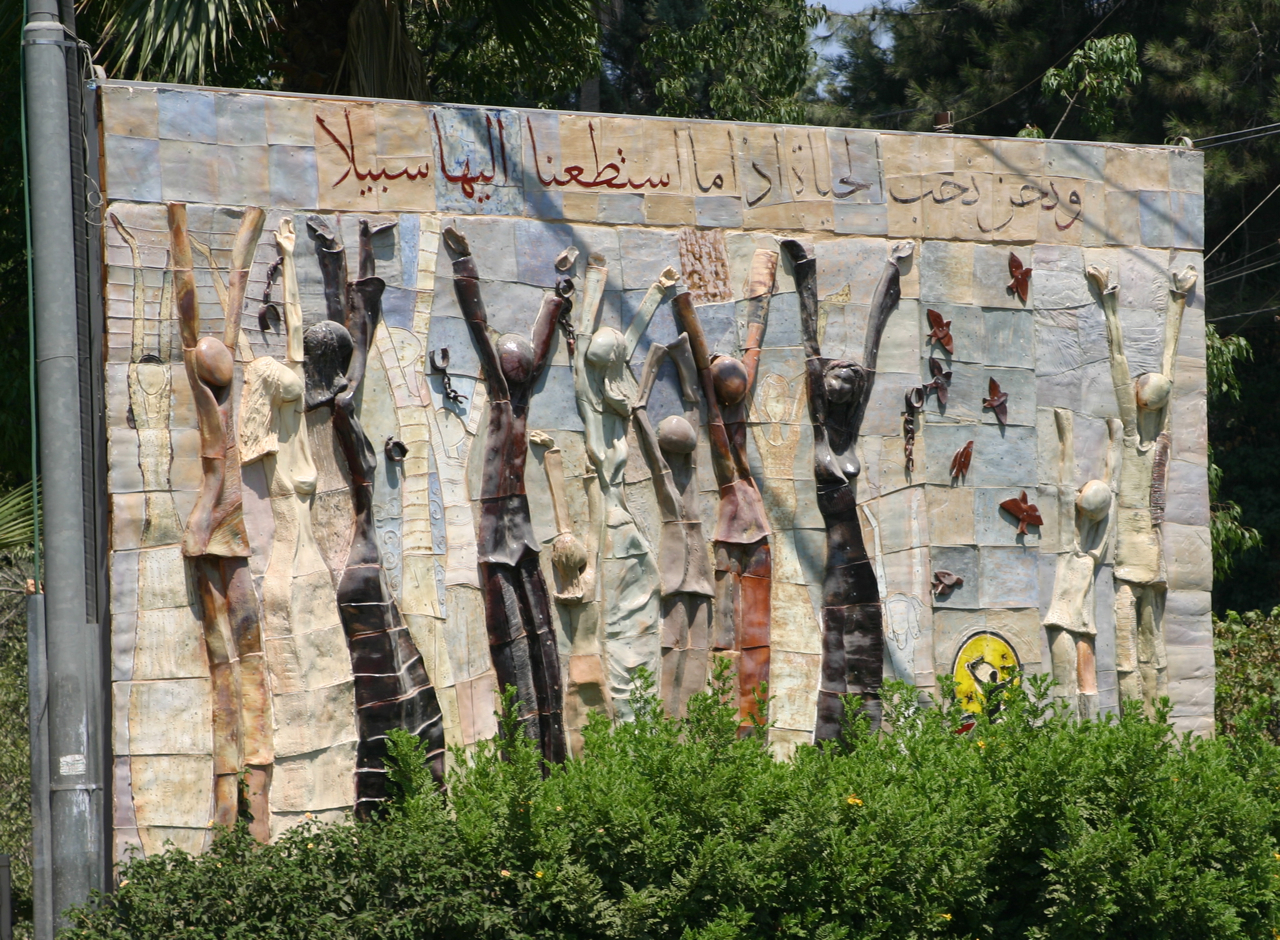
جدارية منحوتة وسط رام الله.

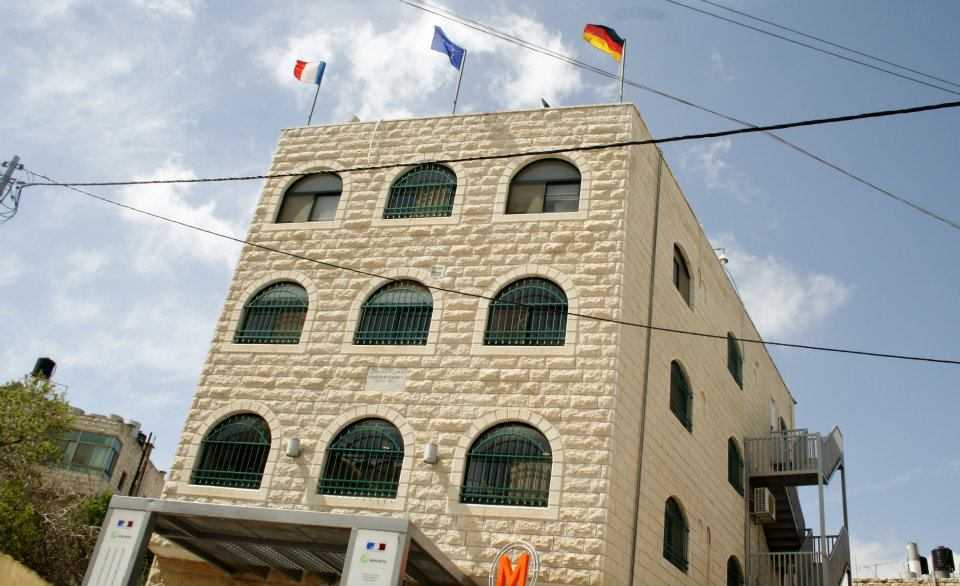
المركز الثقافي الألماني الفرنسي في رام الله.

قصر رام الله الثقافي.

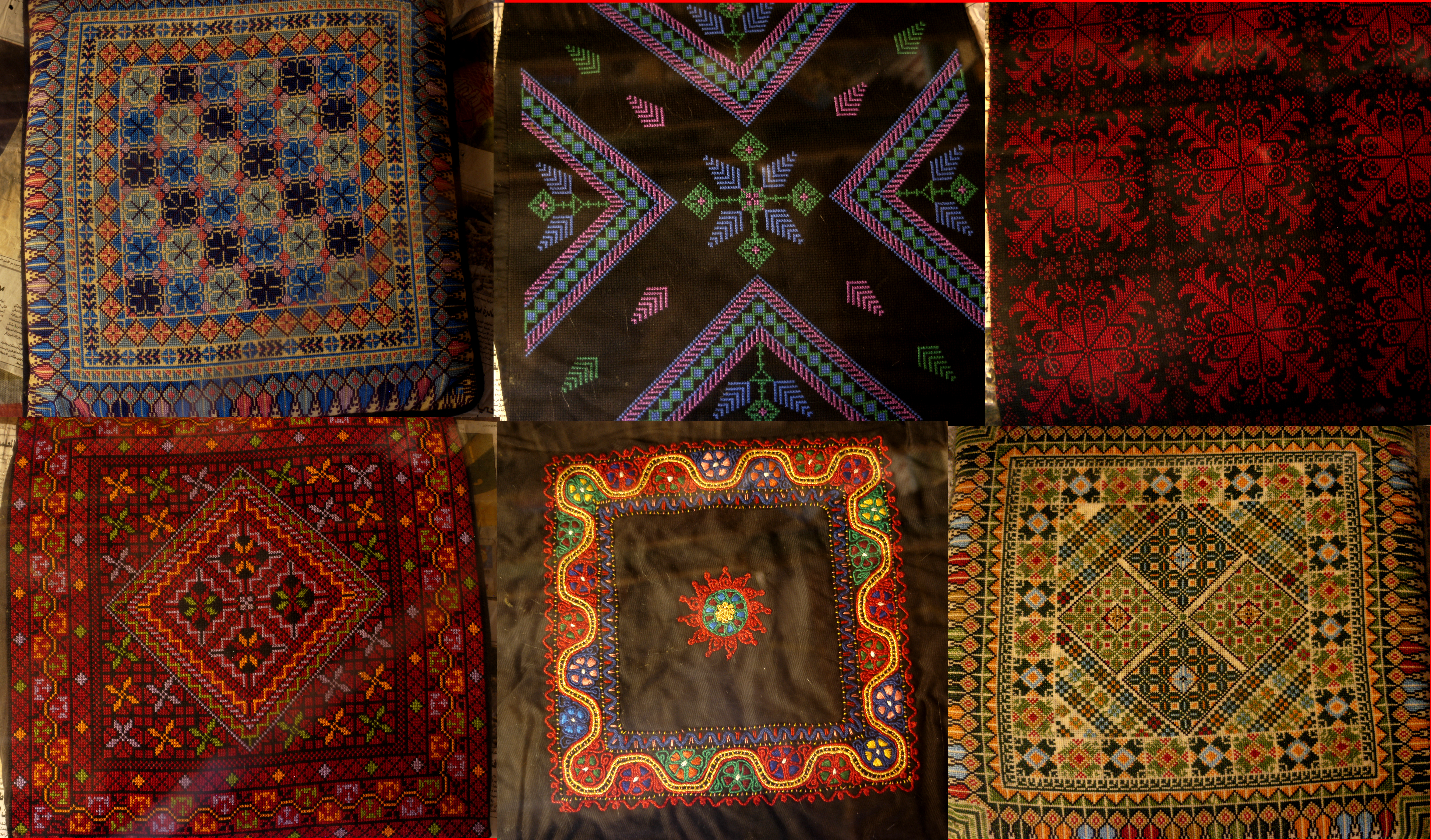
التطريز، من تراث رام الله.

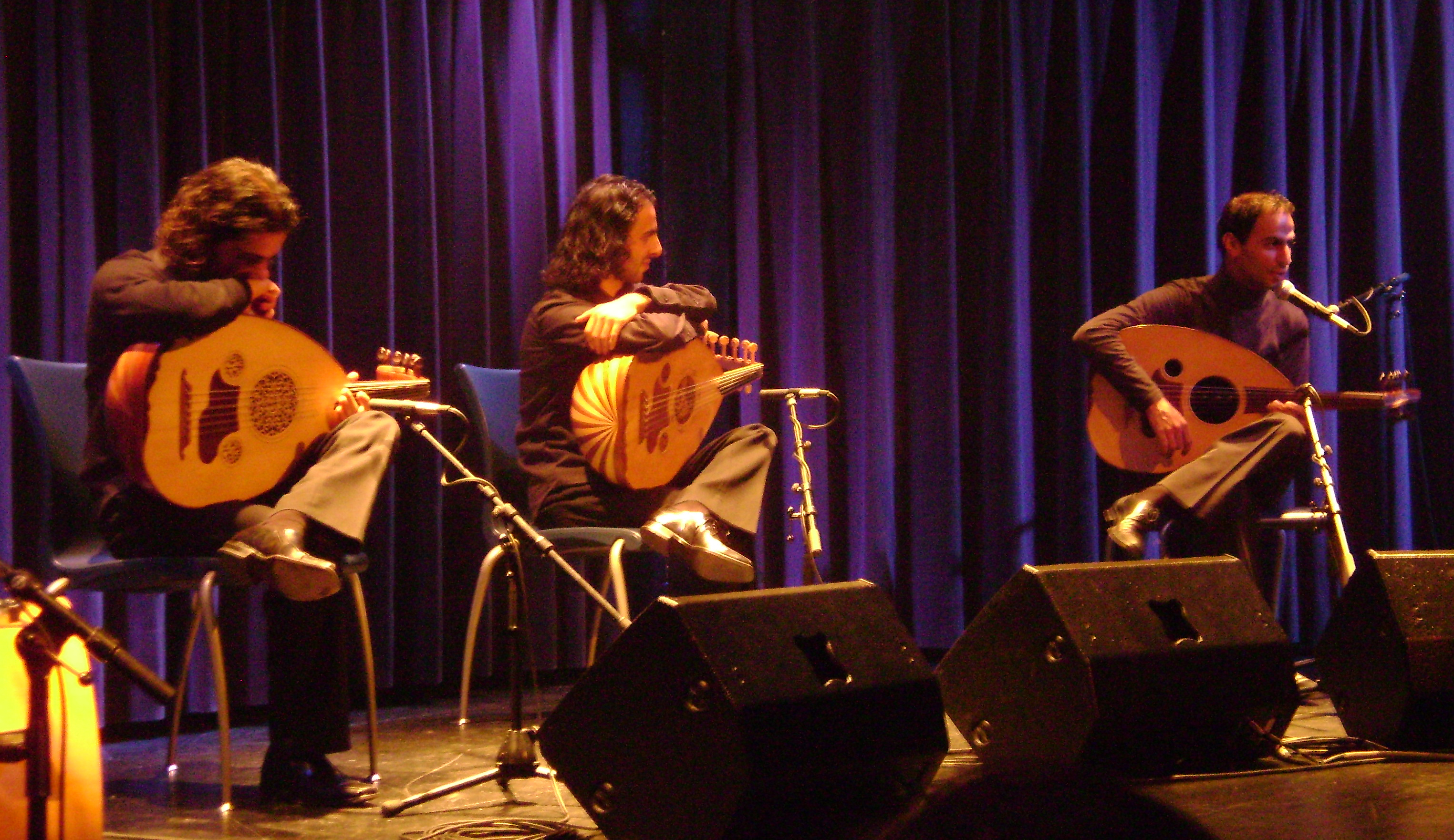
أحيى الثلاثي جبران مع الشاعر محمود درويش العديد من الأمسيات في رام الله، قبل إطلاق اسمه على أحد متاحفها.

إن ما يميز مدينة رام الله هو هذا التناغم والتنوع والاختلاف في إطار الوحدة، ولكثرة من رغب بالسكن في رام الله بسبب هذا الميل العام نحو قبول الآخر، جعل منها مكان جذب للكثيرين من مختلف المناطق والبيئات والأديان ممن بحثوا عن الأمن والأمان. وقد خلق هذا الأمر أيضاً تنوعاً ثقافياً وحضارياً فريداً، ووجد الجميع فيه ما يصبون إليه فتشكلت هذه المدينة المنوعة في ثقافتها وتوجهاتها في إطار من التواصل الغريب.
تعتبر رام الله مركز للحياه الثقافية والأكثر انفتاحا وليبرالية في الضفة الغربية، ما دفع البعض إلى تسميتها «روح الثقافة» فهي تضم العديد من المكتبات مثل: مكتبة دار الإذاعة ومكتبة رام الله العامة بالإضافة إلى العديد من المراكز الثقافية على تنوعها، فهناك العاملة في إطار الفنون البصرية، أو السينما أو المسرح، أو الرقص الشعبي والمعاصر، أو الشعر والأدب والنشر، أو المؤسسات الموسيقية.
وتعتبر رام الله مركزا للعديد من المراكز الثقافية الأجنبية كالمركز الثقافي الألماني الفرنسي، والمركز الثقافي البريطاني، والمركز الثقافي اليوناني.
ولتطريز الأثواب في رام الله نكهة خاصة فهي لغة للتعبير وحالة نادرة ومميزة عن بقية المناطق الأخرى، بحيث يدمج بين الأشكال الهندسية والمجردة المستطيلة (كالمربعات، والنجوم) وبين الصور الرمزية، ما يعكس الحياة اليومية لأهل رام الله وسكانها. ومن أهم المهرجانات التي تقام خصيصا من أجل الحفاظ على هذا التراث، مهرجان الوفاء للتراث وارث الأجداد السنوي الذي ينظمه نادي شباب رام الله، حيث يتم تنظيم عرضاً للأزياء التراثية الفلسطينية.
كما وتضم عددا من المراكز الرياضية، والأندية الشبابية الفاعلة، والتي يعود تأسيس بعضها إلى بدايات القرن الماضي، في حين تضم بعض هذه الأندية فرقا كشفية عريقة كان لها حضورها على مدار التاريخ الفلسطيني. من المؤسسات العاملة في مجال الثقافة في المدينة مركز الفن الشعبي ومعهد إدوارد سعيد للموسيقى ومسرح وسينماتك القصبة ومؤسسة سرية رام الله الأولى والقصر الثقافي التابع لبلدية المدينة ومركز بلدنا الثقافي ورواق وشاشات ومسرح عشتار ومركز خليل السكاكيني الثقافي ومؤسسة الكمنجاتي وجالاري المحطة ومؤسسة تامر ومنتدى الفنانين الصغار والمركز الثقافي البريطاني ومؤسسة عبد المحسن القطّان، والتي تعمل على تفعيل الحياة الثقافية في فلسطين من خلال إنتاج أعمال مسرحية واستضافة عروض فنية في مجالات المسرح والموسيقى والرقص بالإضافة إلى عرض الأفلام السينمائية اليومية وتنظيم الأسابيع والمهرجانات السينمائية المتخصصة.
وتضم رام الله كذلك، عددا من الجمعيات الخيرية، النسوية في مجملها، ويعود تأسيس بعضها إلى أربعينيات القرن الماضي، وتهدف هذه الجمعيات التي تضاعفت أعدادها مرارا في العقدين الأخيرين، إلى توفير الدعم للعديد من فئات المجتمع، ومن بينها المرأة، الطفل، كبار السن، ذوي الاحتياجات الخاصة، الأيتام، وغيرهم.

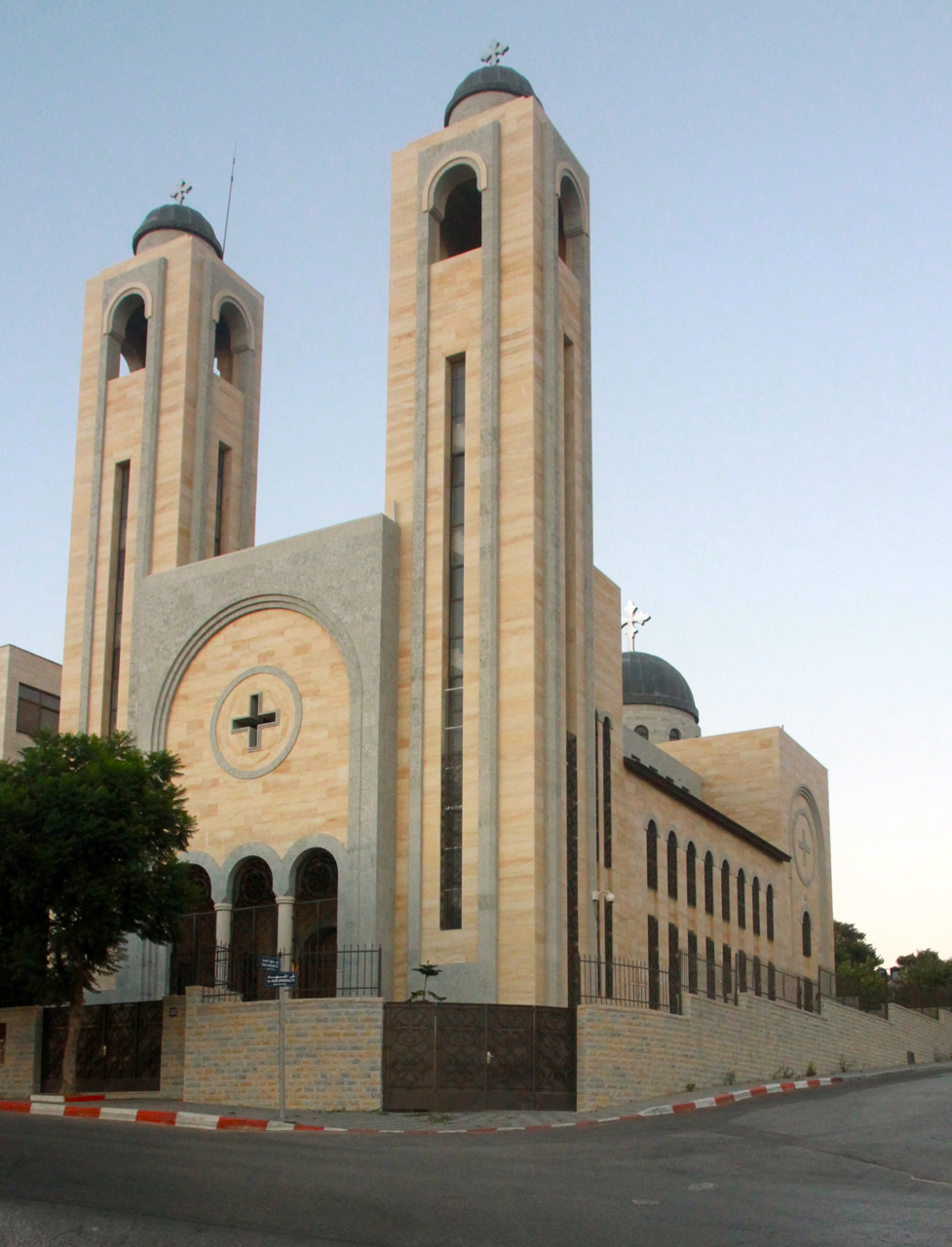
أحد كنائس المدينة.

شعار مهرجان فلسطين الدولي برام الله.

تعتبر مدينة رام الله واحدة من المدن الفلسطينية التي يؤمها السياح، وتشكل وجهة رئيسية لهم في جولاتهم السياحية، ولا بد للسائح أن يزور مواقعها الأثرية التي تقسم إلى: أنقاض بناء أثري فيه بقايا برج من حقبة الصليبيين يقع في وسط المدينة، وآثار كنيسة بيزنطية في المدينة.
وبالرغم من أن المدينة ليست من المدن القديمة جدا إلا أنها تعد أكثر المناطق الفلسطينية جذبا للزائرين على المستوى العالمي والعربي عامة والفلسطينيين خاصة، آخذين بعين الاعتبار أن هذه المدينة مركزا اقتصاديا مهما، وخاصة بعد أن أصبحت مقرا للمصارف الفلسطينية والعربية، ومركزا للمؤسسات الأجنبية، والممثليات الدبلوماسية، كما ومقرا لمؤسسات ووزارات السلطة الوطنية الفلسطينية...الخ، مما ساهم بشكل فعال في تطور هذه المدينة من كافة النواحي وخاصة سياحيا، فازدحام المدينة يعني بناء المرافق السياحية الكبيرة والحديثة القادرة على تلبية احتياجات ساكنيها، وهذا من شأنه أن يزيد الدخل القومي بشكل كبير. ويوجد في المدينة مركزا معني بالسياحة هو مركز رام الله للمعلومات السياحية الذي تأسس بدعم سويدي وبالتعاون مع وزارة السياحة الفلسطينية ومركز رواق للمعمار الشعبي. وهناك الكثير من الآثار الواقعة في قرى وبلدات قضاء رام الله، فمثلا توجد قلعة حصينة لا تزال آثارها ظاهرة حتى الآن في بيرزيت، مبنى عثماني ضخم في قرية رأس كركر، وآثار كنيسة وقطع معمارية تعود إلى الفترات البيزنطية في قرية جفنا، كما يوجد في قرية عابود الكثير من الأديرة والكنائس المندثرة منذ عهد هيلانة وإبنها قسطنطين، وفيها أيضا مسجد قديم وكنيسة للروم الأرثوذكس. ويزور رام الله سنويا 300,000 سائح. يشار إلى أن السياحة في المدينة كغيرها من مدن فلسطين، تواجه العديد من المشاكل والعقبات، ولعل أول تلك العقبات هو الاحتلال الإسرائيلي الذي يؤثر سلبا بدعاياته المغرضة على السياح الأجانب، ويسعى إلى ضرب قطاع السياحة في المدينة. كذلك ينافس الإسرائيليون السياحة الفلسطينية نظرا لخبرتهم في التسويق.

## التعليم والتعليم العالي

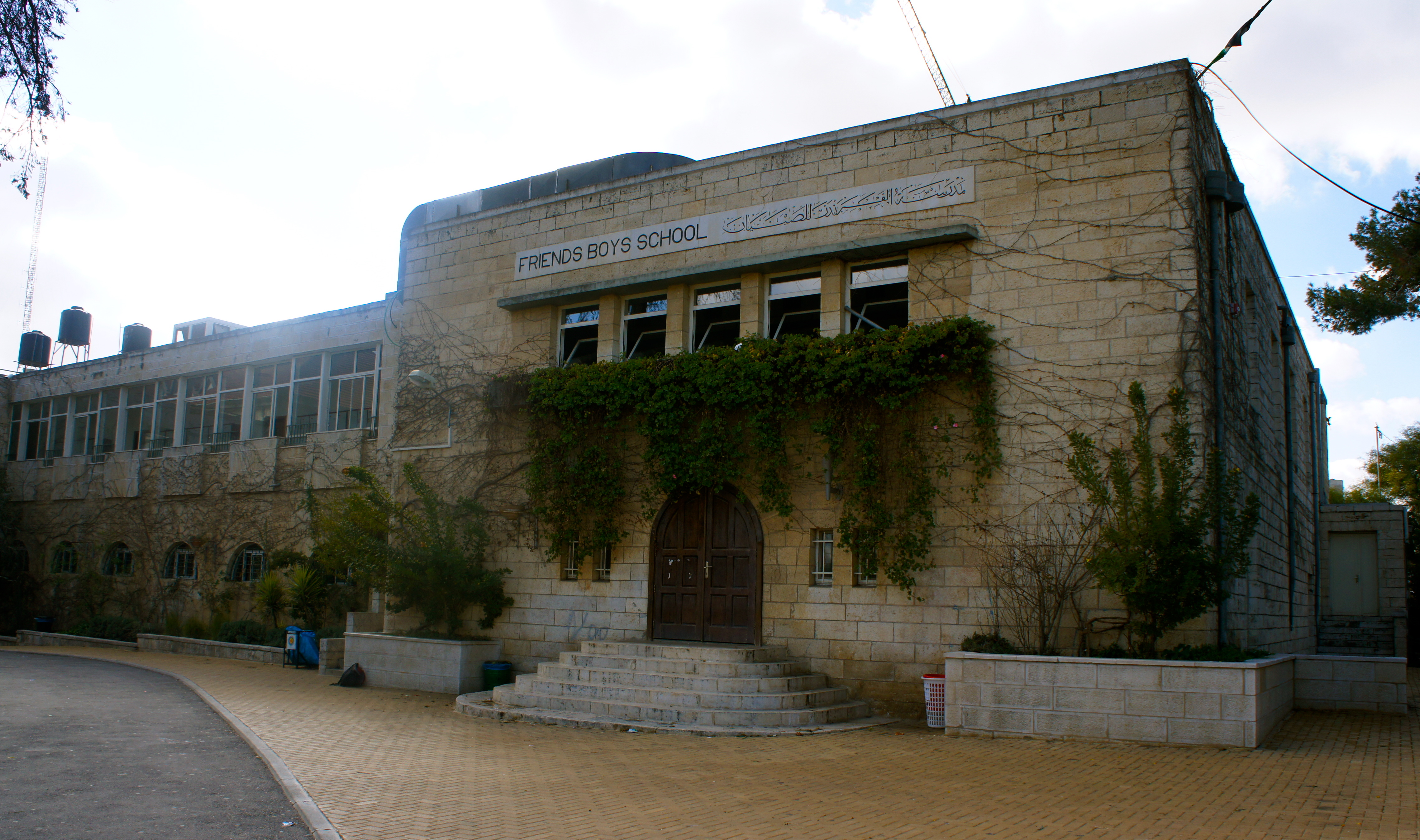
مدرسة الفرندز، من أعرق مدارس المدينة

بدأ التعليم في رام الله في مدرسة للروم الاورثوذكس أنشاتها البطريركية في القدس حوالي 1840، عندما حضر مبشر من طائفة البروتستانت اسمه صموئيل غوبات وأسس خمس مدارس إحداها في رام الله، وهي مدرسة تبشيرية، بينما كانت الأولى الأرثوذكسية مدرسة وطنية، وظلت مدرسة غوبات مفتوحة حتى قبل الحرب العالمية الأولى، وفي سنة 1857 قدم اللاتين إلى رام الله، وافتتحوا لهم مدرسة لم تعمر طويلا، أما عن مدارس الإناث، فقد أسست جماعة الفرندز في عام 1889 أول مدرسة من نوعها للإناث في رام الله. والأولى من نوعها في فلسطين، وكان افتتاح هذه المدرسة حافزاً للروم الأرثوذكس لإنشاء مدرسة للبنات، وحذا حذوهم اللاتين، وفي عام 1901 افتتح الفرندز مدرسة البنين في رام الله.
وفي رام الله اليوم ثلاث مدارس حكومية للذكور ومدرستان للإناث، وبعد عام 1950 افتتحت بعض المعاهد مثل معهد المعلمات الحكومي والحق بالمعهد مدرسة للتطبيقات والتجارب التربوية والتعليم فيها مختلط، ولوكالة الغوث أربع مدارس للذكور ومدرستان للإناث في رام الله كما يتبع وكالة الغوث مركز لتدريب المعلمين والفتيات وهناك سبع مدارس خاصة مختلطة وثلاث مدارس خاصة للإناث وواحدة للذكور ودار لرعاية الأحداث وكلية بيرزيت التي تحولت إلى جامعة وتعتبر من أهم الجامعات الفلسطينية.
كما أن مدينة رام الله تعتبر مركزاً للنشاط الثقافي في الضفة الغربية إذ تمتلئ بالمسارح ودور السينما والمراكز الثقافية، وفيها المعهد الوطني للموسيقى ومجموعة كبيرة من المنتديات الثقافية.
التعليم العالي
تقع في محافظة رام الله واحدة من الجامعات المميزة فلسطينيا وعربيا، وهي جامعة بيرزيت. يعود تاريخ جامعة بيرزيت إلى عام 1924 عندما تأسست كمدرسة ابتدائية، وكان الهدف الرئيسي للمدرسة توفير فرص التعليم الأولية للفتيات من بيرزيت والقرى المجاورة في وقت انعدمت فيه المدارس تقريباً في تلك المنطقة.
تطورت المدرسة لتصبح كلية عام 1942، ولما كانت الكلية عندئذ هي المؤسسة الجامعية الوحيدة في المنطقة، فقد قررت التركيز على التعليم الجامعي، وتقرر أن تصبح الكلية نتيجة لذلك «جامعة بيرزيت» في 1972.

## الرياضة
تلعب في محافظة رام الله العديد من الأندية سواء على مستوى كرة القدم أو كرة السلة، منها: مؤسسة شباب البيرة، دير عمار، الجلزون، شباب الامعري، أرثوذكسي رام الله، سلواد، بدو، بيت سيرا، وبير زيت الرياضي. ويشارك بعضها في الدوري الفلسطيني الممتاز. ويوجد في المدينة ملعبا بلديا يتسع لعدة الآف.
يقام في مدينة رام الله سباق ماراثون يحمل اسم «القدس عاصمة فلسطين الأبدية»، وذلك رداً على سباق مماثل أقيم في المدينة المحتلة بمشاركة آلاف العدائين الإسرائيليين والأجانب وسط موجة غضب في الشارع الفلسطيني. كما بدأت بلدية رام الله بأعمال الإنشاء لمشروع صالة رام الله الرياضية. ويأتي مشروع الصالة الرياضية كجزء من الخطة التنموية للبلدية.

## الأعلام

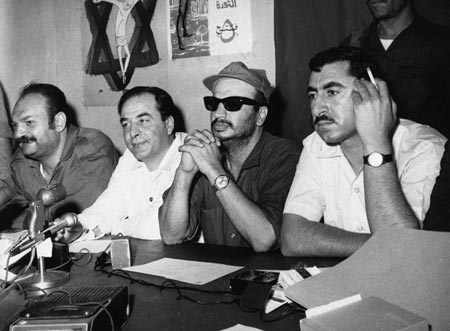
كمال ناصر (الثاني من اليسار) في مؤتمر صحفي إلى جانب نايف حواتمة وياسر عرفات. عمّان 1970.

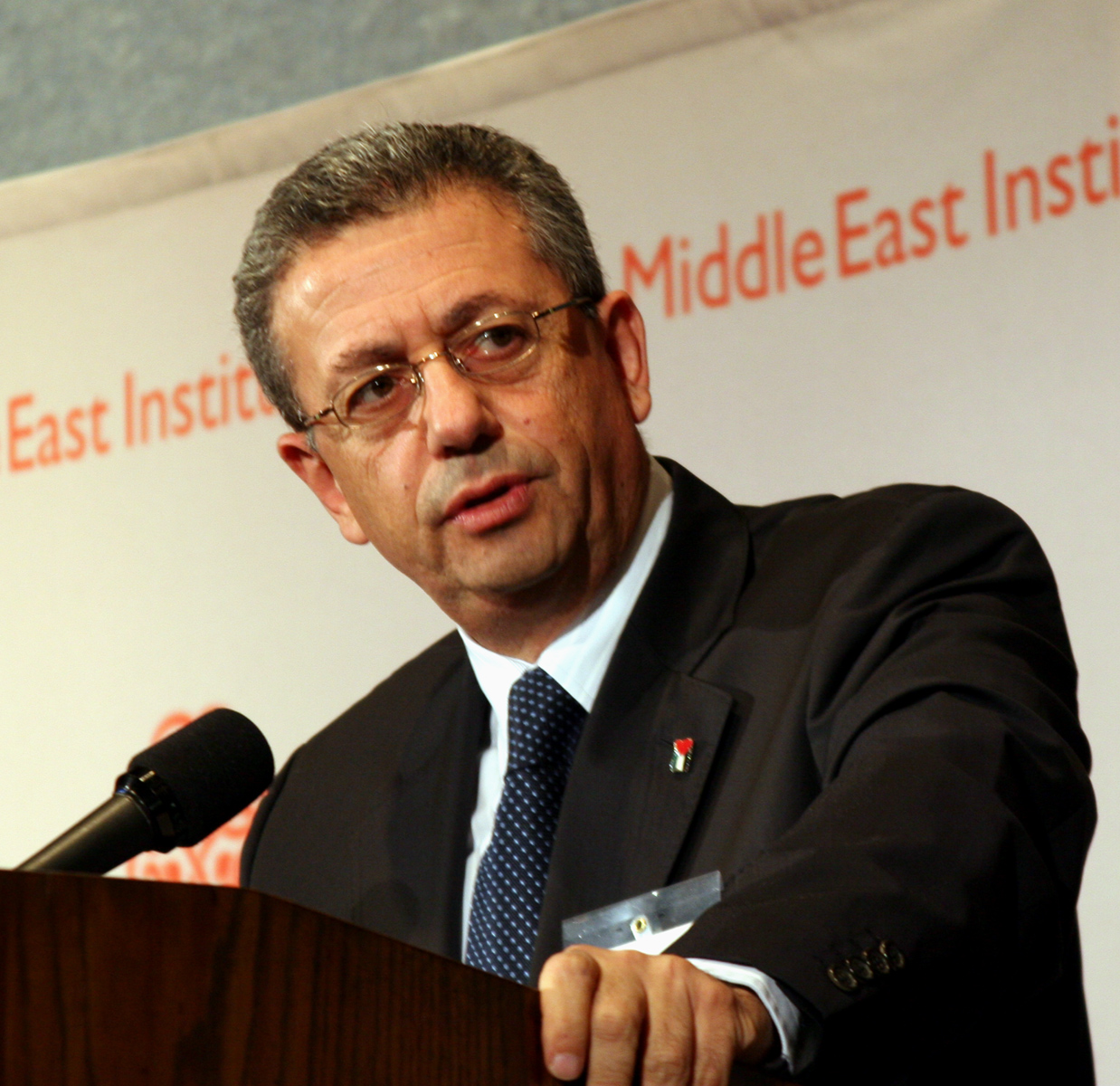
مصطفى البرغوثي، أمين عام المبادرة الوطنية الفلسطينية

خرج من رام الله الكثير من المشاهير الفلسطينيين منهم:
- كمال ناصر: سياسي وشاعر فلسطيني شارك في إصدار جريدة (البعث) كما أصدر مجلة الجيل الجديد عام 1949 في القدس. انتخب عام 1969 عضواً في اللجنة التنفيذية لمنظمة التحرير الفلسطينية، واغتيل من قبل قوة كوماندوز إسرائيلية وهناك قاعة ومسرح يحملان اسمه في جامعة بيرزيت.
- كريم حنا خلف: ترأس مجلس بلدية رام الله عام 1972 بعد فوزه بالانتخابات. كان عضوا بارزا في الجبهة الوطنية الفلسطينية وقياديا بارزا في لجنة التوجيه الوطني التي كانت تشرف بتوجيه من منظمة التحرير على النضال الوطني ضد الاحتلال.
- موسى حديد: مهندس، شغل منصب رئيس مجلس بلدي رام الله بين عامي 2012 و2022. كما يرأس الاتحاد الفلسطيني للهيئات المحلية للدورة الثانية على التوالي.
- خليل أبو ريا: مدرس وأديب ومرب معروف في رام الله إذ ترك أثرا كبيرا في عقول ونفوس وذكريات الكثيرين من أبناء هذه المدينة. وضع كتابا بعنوان «رام الله قديما وحديثا». وهو المؤسس والمالك للكلية الوطنية، أهم مدارس رام الله.
- فؤاد عيسى شطارة: طبيب فلسطيني. اهتم بالقضايا الوطنية والسياسية وشارك في تأسيس الجمعية التهذيبية السورية التي اهتمت بتعليم الطلاب العرب المتفوقين من الفقراء. وترأس جمعية النهضة الفلسطينية للدفاع عن قضية فلسطين كما ترأس عام 1936 الجامعة العربية في نيويورك.
- بولس شحادة: كاتب وصحفي، أسس جريدة مرآة الشرق في القدس 1919 وهي جريدة يومية سياسية اجتماعية تصدر باللغتين العربية والإنجليزية.
- نسيب شاهين: قام بتأليف كتاب مصور عن رام الله احتوى 445 صورة من أصل 600 صورة.
- مصطفى البرغوثي: أمين عام المبادرة الوطنية الفلسطينية.
- تميم البرغوثي: أحد أشهر الشعراء الشباب في فلسطين والوطن العربي. وهو ابن الشاعر مريد البرغوثي والكاتبة رضوى عاشور.
- مروان البرغوثي قيادي في حركة التحرير الوطني الفلسطيني فتح، معتقل في سجون إسرائيل منذ سنوات.
- أحمد سعدات: أمين عام الجبهة الشعبية لتحرير فلسطين، معتقل في سجون إسرائيل منذ سنوات.
- حنان عشراوي: سياسية فلسطينية، كانت أحد أعضاء الوفد الفلسطيني المفاوض في مؤتمر مدريد عام 1991.
- سعاد العامري: أحد أشهر المعماريات الفلسطينيات. تعمل على الحفاظ على الموروث المعماري الفلسطيني من خلال مركز المعمار الشعبي "رواق" والذي تديره منذ 1991.
- محمد صالح البرغوثي أسس الجمعية العربية السرية ثم أسس حزب البعث في فلسطين وأصبح رئيساً له ثم اتجه إلى الحزب الوطني ثم إلى حزب الاستقلال، توفى عام 1970.
- خليل محمد عيسى أحد قادة الثورة الفلسطينية الكبرى.

## المعالم
| مقر المقاطعة يقع في وسط رام الله، وهو مقر الرئاسة الفلسطينية المؤقت منذ إنشاء السلطة الفلسطينية في عام 1994. قامت بإنشاءه حكومة الانتداب البريطاني على فلسطين، كنتيجة إلى الثورة الفلسطينية الكبرى 1936-1939، على غرار ما جرى في بقية المدن الفلسطينية، ليستوعب الدوائر الحكومية والسجون. تعرض المقر لحصار دام عدة أسابيع خلال اجتياح إسرائيل لرام الله والضفة الغربية عام 2002. |
| المجلس التشريعي الفلسطيني وهو بمثابة البرلمان في الأراضي الفلسطينية، له مقرآن، أحدهم في رام الله والثاني في غزة (تعرض للتدمير في حرب غزة عام 2009)، مربوطان بالأقمار الصناعية. شهد المجلس في يناير 1996 أول انتخابات عامة ديمقراطية حرة ومباشرة؛ لاختيار رئيس للسلطة الوطنية الفلسطينية، واختيار ممثلي الشعب الفلسطيني في المجلس. |
| دوار المنارة وهو من أهم معالم رام الله، حيث يتوسط المدينة، ويوزع الحركة إلى شوارعها الرئيسية. وتجسد تماثيل الأسود الخمسة الواقعة فيه تاريخ المدينة، حيث أقام مؤسسها المهاجر من الكرك هذه الأسود الخمسة رمزا لأبناءه، وتعطي صورة لأصول العائلات. قامت سلطات الاحتلال بهدمه في ثمانينات القرن الفائت، إلا أن السلطة الفلسطينية قد أعادت بنائه في عام 1999. |
| مسجد جمال عبد الناصر من أحدث مساجد رام الله وأكبرها، تم تسميته نسبة إلى الرئيس المصري الأسبق جمال عبد الناصر. استخدمت قوات الاحتلال الإسرائيلية منارته في قنص المقاومين الفلسطينيين أثناء اجتياح رام الله وباقي الضفة الغربية عام 2002. |
| مسجد ومتحف ياسر عرفات تم بناء هذا المسجد والمتحف إلى جوار ضريح الرئيس الفلسطيني السابق ياسر عرفات. صممه المعماري جعفر طوقان، والذي شيد منارة طولها يساوي السنوات التي ترأس فيها ياسر عرفات منظمة التحرير الفلسطينية، ومقدارها 32 سنة. أما المتحف المُحاط ببركة مياه، فيضم بداخله مقتنيات الرئيس الراحل من كوفيات وبزات عسكرية ومسدسات وهدايا تلقاها من زعماء دول مختلفة. |
| كنيسة سيدة البشارة للروم الكاثوليك بدأ العمل في الكنيسة سنة 1895 م من خلال خدمة الأب يعقوب سالم إلياس مغنم، وفي سنة 1951م تمكنت الرعية من شراء أرض بشارع السهل وبناء بنائها الكنسي عليها، وألحقت به سنة 1962م بناء للمدرسة، وفي سنة 1975م قامت الطائفة بتأسيس نادي الكاثوليك. |
| كنيسة العائلة المقدسة للاتين بدأ عمل اللاتين بتأسيس مدرسة صغيرة استوعبت في بادئ الأمر أربعين طالباً، وبعد نجاح ذلك، وصل الأب الفرنسي الأصل بييركوتا الذي باشر في تأسيس رعية لاتينية في رام الله حيث استأجر غرفة قديمة في حي صلاة حثه، استخدمت كسكن وكنيسة للصلاة والتعبد، وقد طلب الأب بيتركوتا من البطريرك فاليركا إنشاء كنيسة. وتشير إحصائية تعود لعام 1870 م بوجود 150 لاتينياً في رام الله، وفي سنة 1902 م إلى 242 شخصاً، وفي سنة 1981م إلى 1100 شخص. وفي سنة 1913 م باشرت الرعية اللاتينية ببناء الكنيسة الحالية وتتكون من سكن الكهنة أو الدير الذي أنشئ سنة 1860م ودير الراهبات الوردية والمدرسة الكبيرة. |
| قصر الحمراء هو واحد من أقدم فنادق رام الله، ومن أهم معالم المدينة التراثية. تم بناؤه عام 1951. أعادت إحيائه شركة مصايف رام الله بعد إهماله أيام الاحتلال الإسرائيلي للمدينة. |

## رام الله تحت الاحتلال

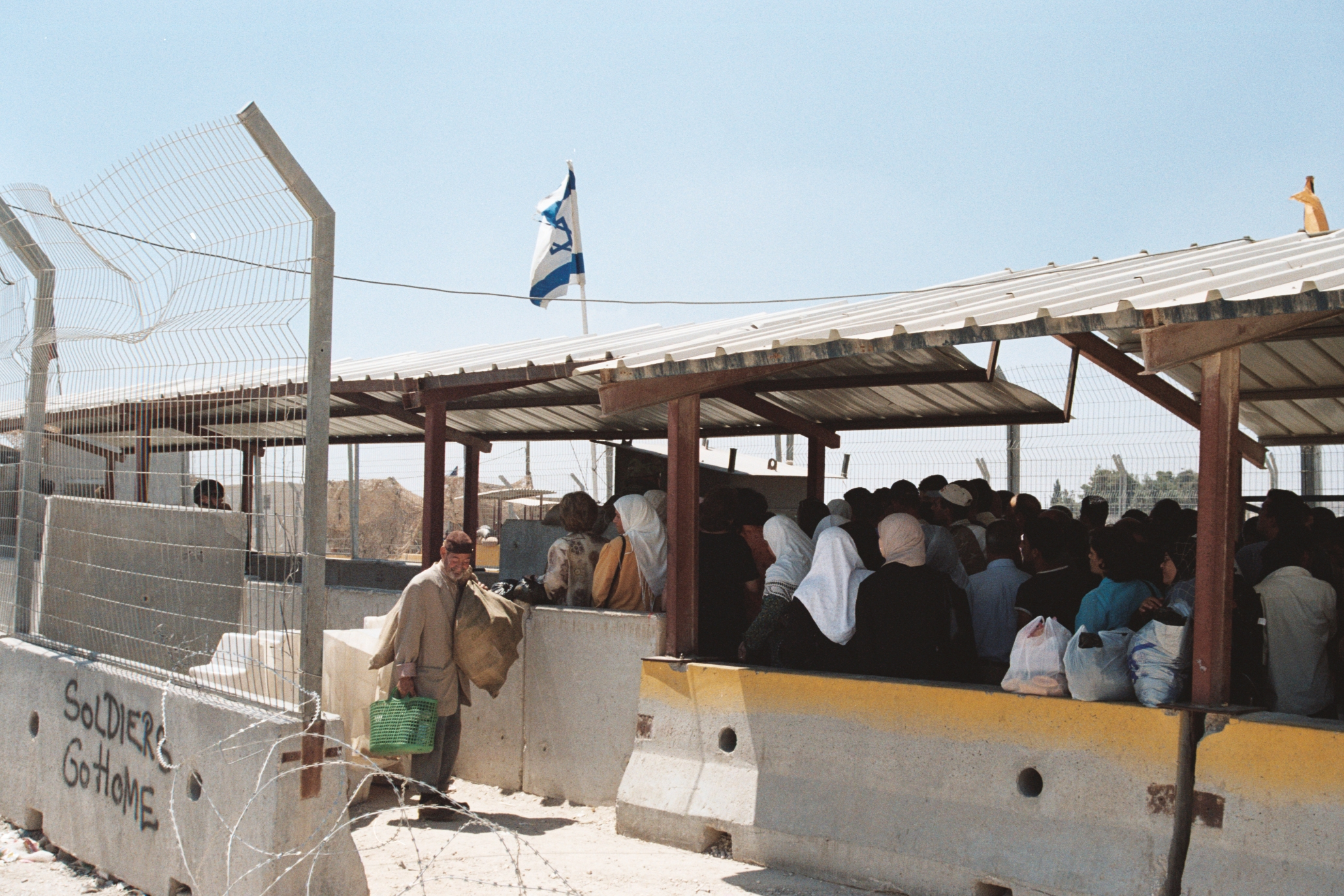
حاجز إسرائيلي بالقرب من رام الله

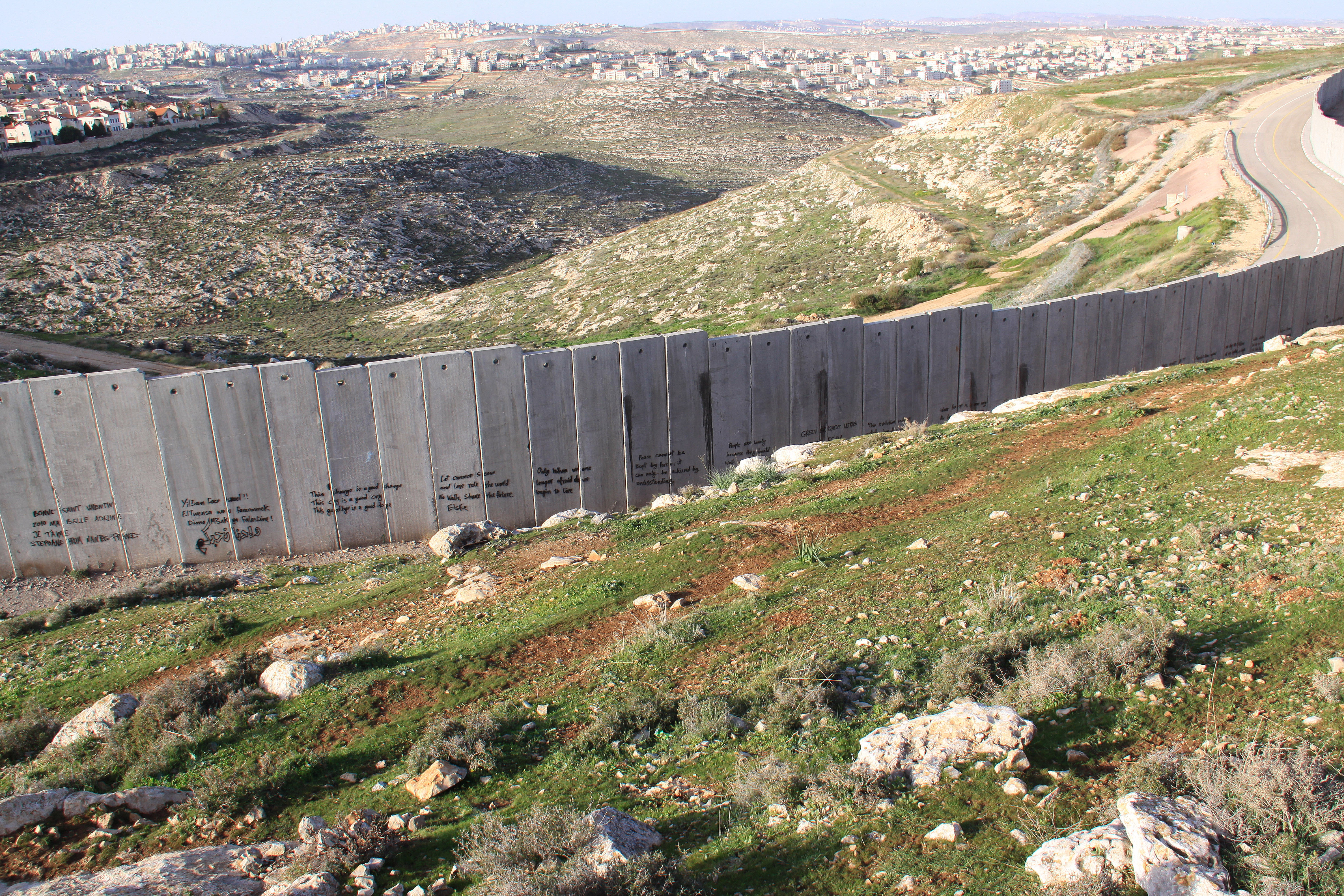
جدار الفصل قرب رام الله.

منذ بداية الانتفاضة الثانية للفلسطينيين ضد الاحتلال الإسرائيلي واجتياح جيش الاحتلال الإسرائيلي مدن الضفة الغربية في خريف عام 2000، كانت مدينة رام الله من المدن الرئيسية في مواجهة العمليات الإسرائيلية بعد مدن جنين، نابلس، طولكرم، الخليل، هذا وقد فرضت قوات الاحتلال الإسرائيلية حظر التجول على المدينة، وخنقت سكانها وعزلتهم عن مدينة القدس حيث يقطن الكثير من أقربائهم.
و تعيش مدينة رام الله اليوم ظروف صعبة، بسبب الحصار الإسرائيلي ومصادرة الكثير من أراضيها من قبل الاحتلال بواسطة جدار الفصل العنصري، والمستوطنين اليهود.
ومع مرور سنوات عديدة على الانتفاضة الثانية، إلا أن مدينة رام الله وأهلها نجحوا في الحفاظ على نشاط اقتصادي عالي وثقافي مميز، مما جعل المدينة أفضل المدن الفلسطينية حالا في ظل الاحتلال.

### المخيمات

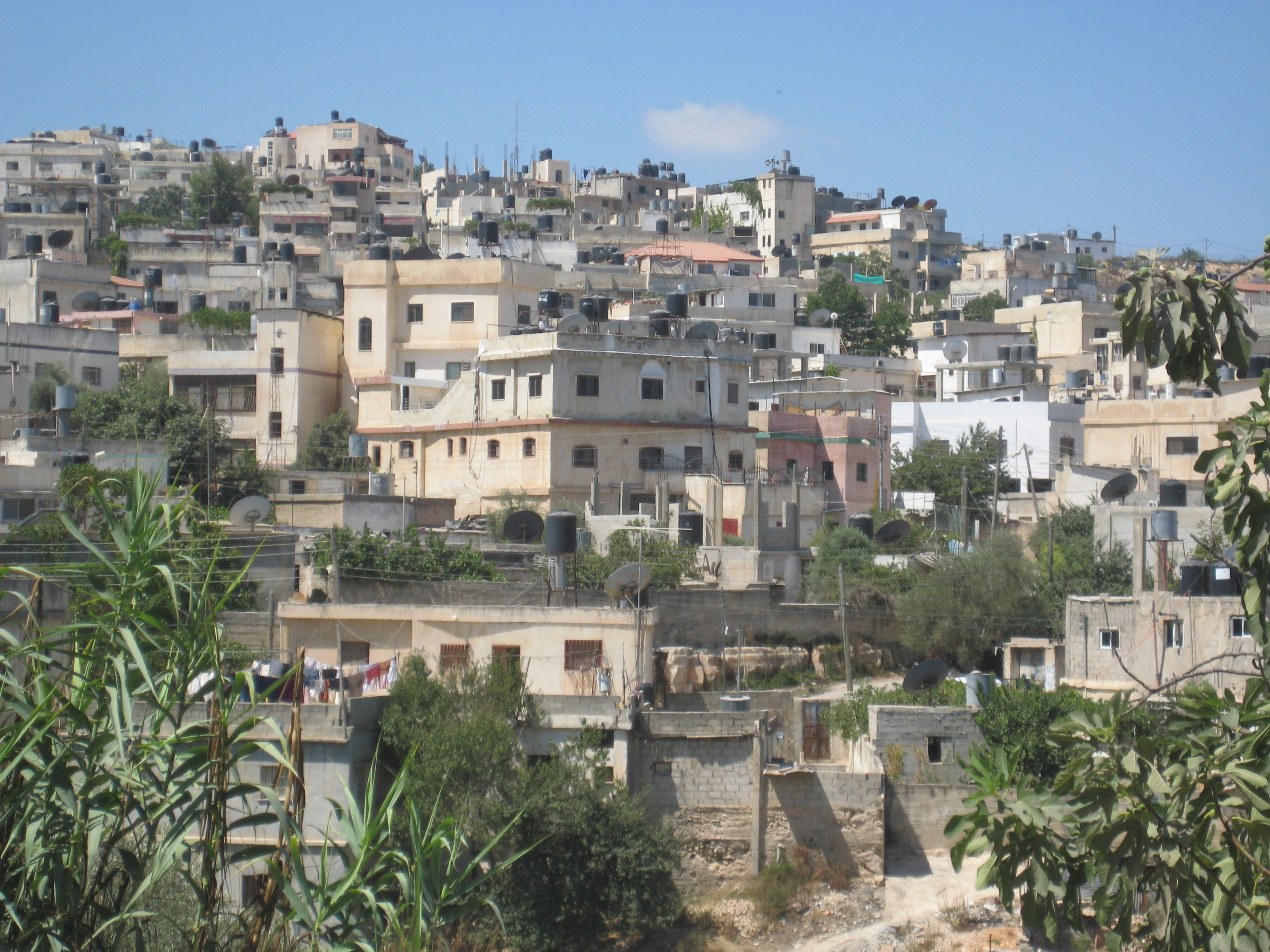
مخيم الجلزون شمال رام الله.

يوجد في منطقة رام الله، 4 مخيمات 3 منها مُسجلة رسميا في وكالة غوث وتشغيل اللاجئين الفلسطينيين (الأونروا) وواحد غير مسجل، وهي مثل باقي المخيمات في الضفة الغربية، فقد بُني معظمها فوق قطعة من الأرض قامت الأونروا باستئجارها من الحكومة الأردنية. والمخيمات هي:

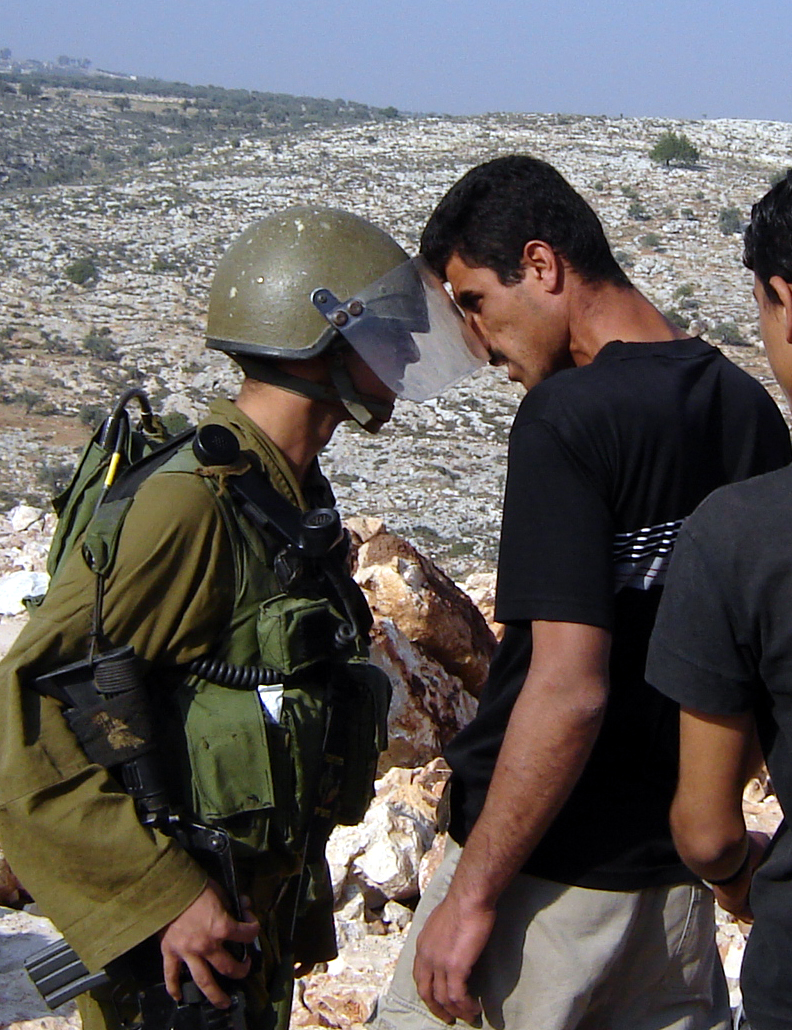
شاب فلسطيني يتحدى جنود الاحتلال، ويتظاهر ضد مصادرة أراضي قرى رام الله.

- مخيم الأمعري: قام الصليب الأحمر بتأسيس مخيم الأمعري في عام 1949 ضمن حدود بلدية البيرة، حيث قام بتوفير الخيام للاجئين الذين قدموا من مدن اللد ويافا والرملة، بالإضافة إلى الذين لجئوا من قرى بيت دجن ودير طريف وأبو شوشة والنعاني وصيدون وجمزو وبيت نبالا. وقد تسلمت الأونروا مسؤولية المخيم في عام 1950 وعملت على بناء وحدات سكنية ذات أسقف اسمنتية. وبحلول عام 1957، كانت الأونروا قد أتمت استبدال كافة الخيام بالمساكن الاسمنتية؛ حيث حصلت العائلات التي لا يزيد عدد أفرادها عن خمسة أشخاص على مسكن مؤلف من غرفة واحدة فيما حصلت العائلات الأكبر على مساكن من غرفتين. واليوم، فإن المخيم يغطي مساحة من الأرض تبلغ 0,93 كيلومتر مربع، ويفصل بين معظم المساكن مساحة تقل عن نصف متر؛ الأمر الذي يجعل التهوية داخل المخيم ضعيفة للغاية. ويرتبط المخيم بشكل كامل بشبكتي الماء والكهرباء البلدية.[123]
- مخيم الجلزون: تأسس المخيم عام 1949 فوق مساحة من الأرض تبلغ 0.25 كيلومتر مربع على تلة صخرية تبعد مسافة 7 كيلومترات شمال رام الله. وينحدر أصل سكان المخيم من 36 قرية تابعة لمناطق اللد والرملة. وأصبح المخيم تحت السيطرة الإسرائيلية الفلسطينية المشترك في أعقاب اتفاقيات أوسلو. وتتصل كافة المساكن بالبنية التحتية لشبكتي الكهرباء والماء العامة.[124]
- مخيم دير عمار: تأسس المخيم عام 1949 فوق مساحة من الأرض تبلغ 0.16 كيلومتر مربع على بعد 30 كيلومتر إلى الشمال الغربي من رام الله. وقد بني المخيم فوق قطعة من الأرض تعود ملكيتها لسكان قرية دير عمار غير اللاجئين. وفي المقابل، فإن منشآت الأونروا في المخيم تعمل على توفير خدماتها للقرويين من غير اللاجئين.

وتنحدر أصول سكان المخيم من القرى المدمرة التابعة لمناطق الرملة ويافا واللد. وفي أعقاب اتفاقيات أوسلو، أصبح المخيم واقعا تحت السيطرة المشتركة الفلسطينية الإسرائيلية.
- مخيم قدورة: يقع داخل مدينة رام الله بالقرب من مستشفى رام الله الحكومي من جهة الشمال، يبلغ عدد سكانه في منتصف العام 2023 نحو 1040 لاجئ حسب تقديرات الجهاز المركزي للإحصاء الفلسطيني. معظم سكان المخيم من المدن والقرى المهجرة عام 1948 منها: دير طريف، واللد، والسافرية، وبيت نبالا، والرملة، ولفتا، وأبو غوش، والقباب، ويافا، وسلمة، وزكريا، والحديثة، وعمواس، ويالو؛ ومن نازحي عام 1967.[126]

### المستوطنات

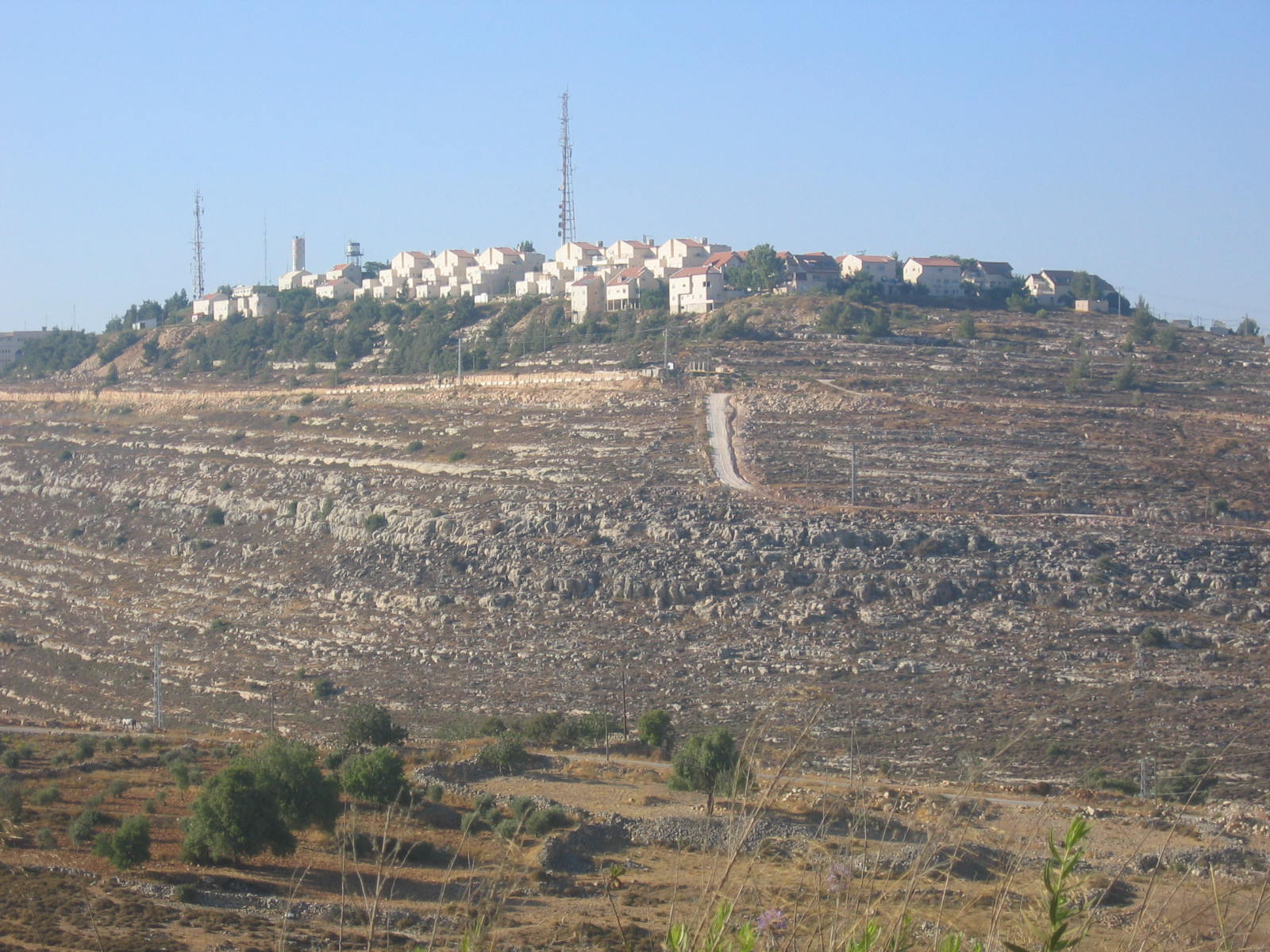
مستوطنة بسجوت الإسرائيلية على جبل الطويل، شرق البيرة ورام الله (2004).

ما ان اندلعت حرب 1967 والتي كانت نتائجها احتلال ما تبقى من ارض فلسطين - الضفة الغربية وقطاع غزة، حتى سارعت إسرائيل في وضع الخطط بهدف اقامة العديد من المستوطنات. وكانت رام الله جزءا من هذا المخطط، حيث بنت إسرائيل في منطقة رام الله حوالي 27 مستوطنة وهي:
مستوطنات تتوسط مجموعة من البلدات الفلسطينية وهي: المدية، نعلين، دير قديس، حزما، عين حارث، بلعين، أم صفا وبيت سيرا:
1. مكابيم أب
2. كفار روث
3. مستوطنة منورة
4. شلتا نتتياهو
5. حشمونائيم
6. كريات سيفر

وهناك مستوطنات تطوق مدينة رام الله وتسيطر على معظم أراضيها، وهي من الشرق:
1. تلمون
2. ياد يائير
3. بيت حورون
4. جفعات زئيف
5. بيت إيل
6. بسجوت
7. كوخاف يعقوب

ومن الجنوب:
1. مستوطنة عطروت
2. جفعون
3. جفعات حداشا أ
4. جبعات حدشاة ب

أما التجمع الاستيطاني شمال شرق رام الله، فيضم مستوطنات: عوفرا، بيت إيل أ، بيت إيل بمعسكر (باعل حتسور)، الذي يطل على منطقة الأغوار الوسطى وأريحا والبحر الميت، على ارتفاع 800 متر عن سطح البحر، وهو ذو أهمية إستراتيجية؛ نظراً لارتفاعه وإشرافه على مساحات واسعة من مناطق وسط الضفة، ويبلغ عدد المستوطنين في ذلك التجمع نحو 5370 مستوطناً. ويشغل مساحة تبلغ أكثر من 2000 دونم.

## مدن متوأمة
المدن الشقيقة لرام الله هي:

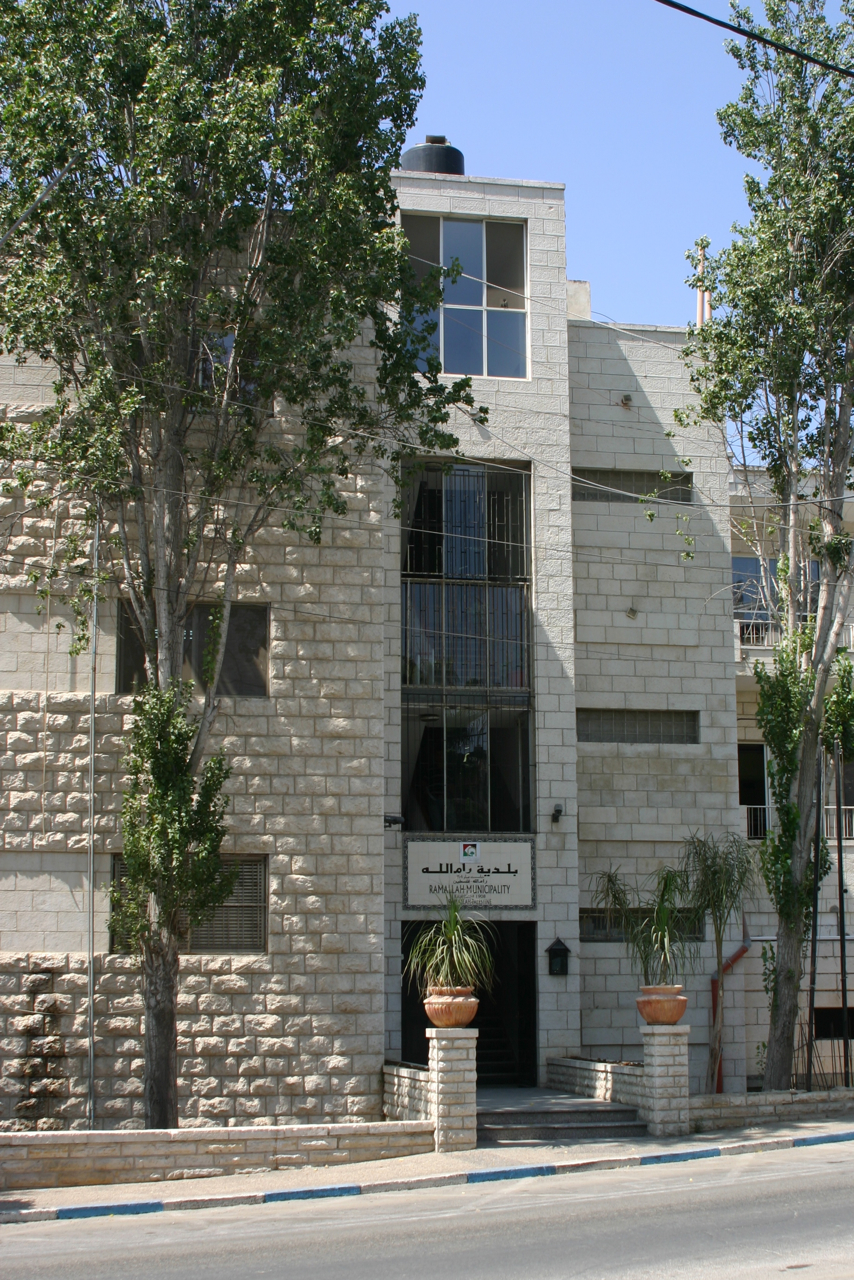
مبنى بلدية رام الله منذ 1968، وهو المبنى السابع لمقر البلدية منذ تأسيسها.

| أوروبا - النرويج - تروندهايم - فرنسا - بوردو ايبنيه سور سين، باريس - بولندا - لوبلين - إيطاليا - تشيتا دي كاستيلو، نابولي - روسيا - موسكو - إسبانيا - سان فرنداندو - ألمانيا - بون - بلغاريا - صوفيا - المملكة المتحدة - هاونسلو | آسيا - الأردن - عمّان - تركيا - جانكايا أفريقيا - المغرب - الدار البيضاء - موزمبيق - مابوتو الأمريكيتين - الولايات المتحدة - مسكاتين - البرازيل - كامبوغراندي |

## وصلات خارجية
- موقع بلدية رام الله
- غرفة تجارة وصناعة محافظة رام الله والبيرة
- صفحة مدينة رام الله / الذاكرة الفلسطينية
- صفحة قضاء رام الله / وب غزة